# Lamborghini
Pour les articles homonymes, voir Lamborghini (homonymie).
Lamborghini est un constructeur automobile fondé en 1963 par l'industriel Ferruccio Lamborghini et installé à Sant'Agata Bolognese en Italie.
L'entreprise  est d'abord spécialisée dans la construction de tracteurs agricoles destinés à répondre à la demande croissante d'une Italie dévastée par la guerre et en pleine reconstruction.
Ayant fait fortune en à peine dix ans, Ferruccio Lamborghini décide d'assouvir sa passion pour les « belles mécaniques » et les GT italiennes. Désireux de produire des automobiles plus performantes, plus sophistiquées et plus fiables que les Ferrari et Maserati, il fonde, le 30 octobre 1963, la firme Automobili Lamborghini spécialisée dans la production de voitures sportives de prestige.
En 1971, la société de construction de matériel agricole Lamborghini Trattori est vendue au groupe SAME Deutz-Fahr, Lamborghini se consacrant alors uniquement à la conception d'automobiles. De nombreuses entreprises vont acquérir la firme italienne jusqu'en 1998, date à laquelle Lamborghini est repris par l'Allemand Audi (groupe Volkswagen), le propriétaire actuel.
Malgré l'absence de références en compétition, les Lamborghini — de la 350 GT à l'Huracan — ont réussi à se hisser aux côtés des automobiles d'exception. Avec l'appui du carrossier Nuccio Bertone et de l'artiste Marcello Gandini, Lamborghini a fait preuve d'« un esprit avant-gardiste, d'une grande capacité d'innovation et d'un design d'exception ».

## Histoire

### Les origines: Trattori Lamborghini

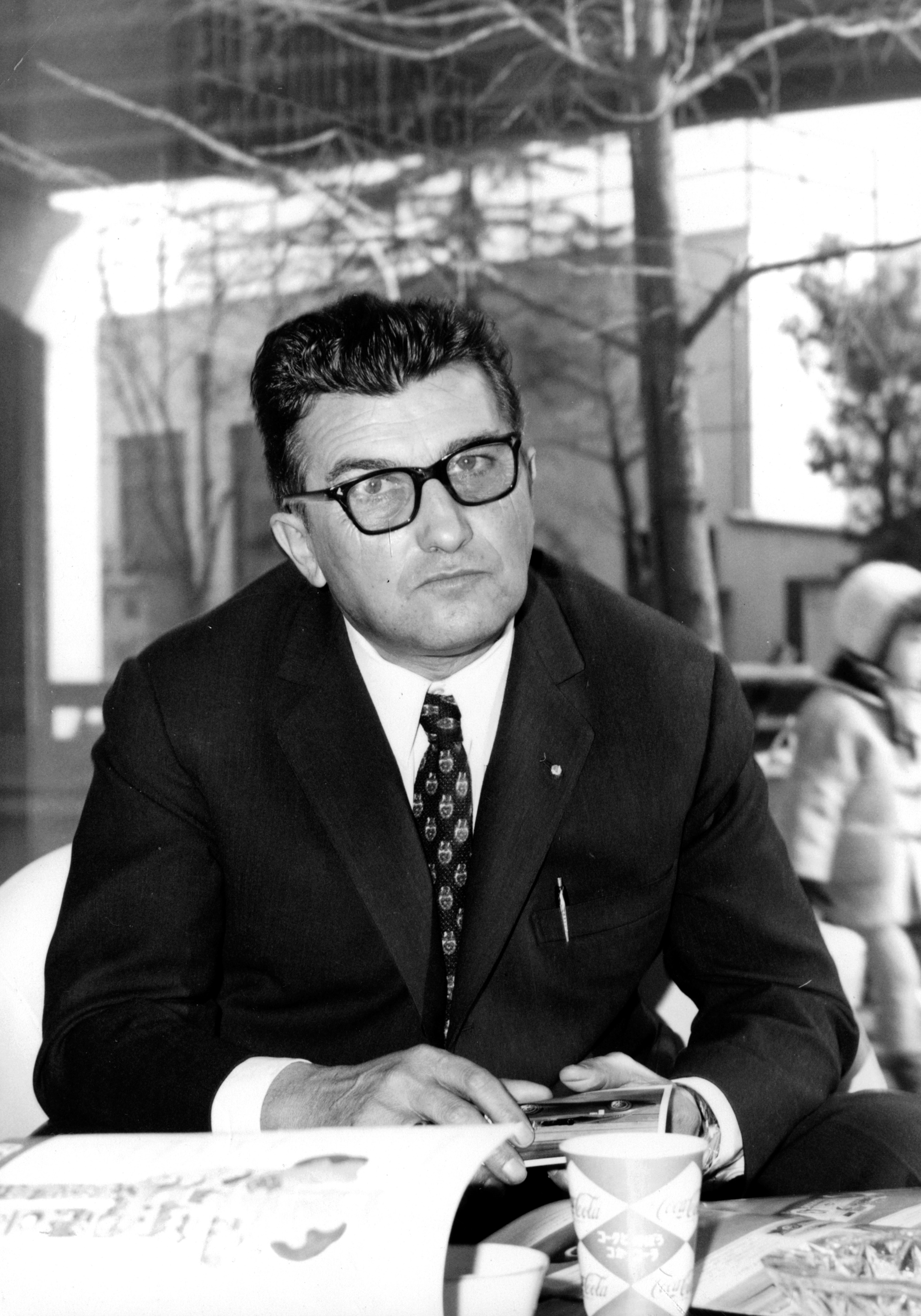
Ferruccio Lamborghini, fondateur de Lamborghini.

L'histoire du constructeur italien débute avec son fondateur éponyme, Ferruccio Lamborghini, enfant de vendangeur de la commune de Cento, en Émilie-Romagne, province du nord de l'Italie,. Après avoir réalisé des études à l'institut technique Fratelli Taddia près de Bologne, Ferruccio Lamborghini s'engage en 1940 dans l'armée de l'air italienne, où il œuvre en tant que mécanicien dans la garnison basée sur l'île de Rhodes, avant de devenir le superviseur de l'unité de maintenance véhicule.
La guerre terminée, Ferruccio Lamborghini ouvre un garage à Pieve di Cento, sa ville natale. Alors qu'il découvre d'énormes stocks de matériels militaires à l'abandon lors de son voyage de noces, il a l'idée de construire des tracteurs avec des pièces de récupération issues des surplus,. Ses connaissances en mécanique et la forte demande d'une Italie dévastée par la guerre en pleine reconstruction lui permettent d'entrer rapidement dans l'industrie de construction de tracteurs. En 1948, Ferruccio Lamborghini fonde « Trattori Lamborghini » et, dès le milieu des années 1950, il produit près de 1 000 tracteurs par an, devenant ainsi l'un des principaux acteurs du marché.

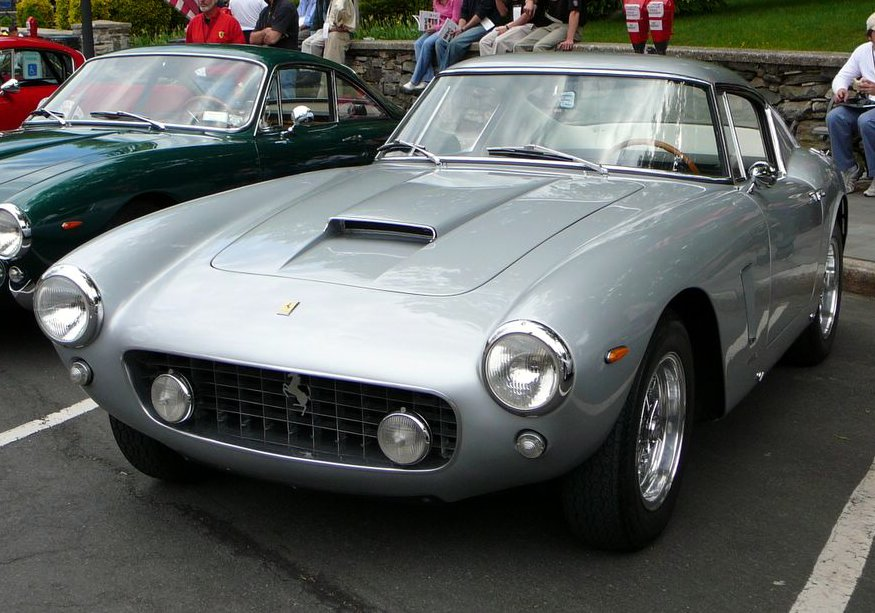
Propriétaire de plusieurs Ferrari 250, Lamborghini les trouvait certes performantes mais trop peu confortables.

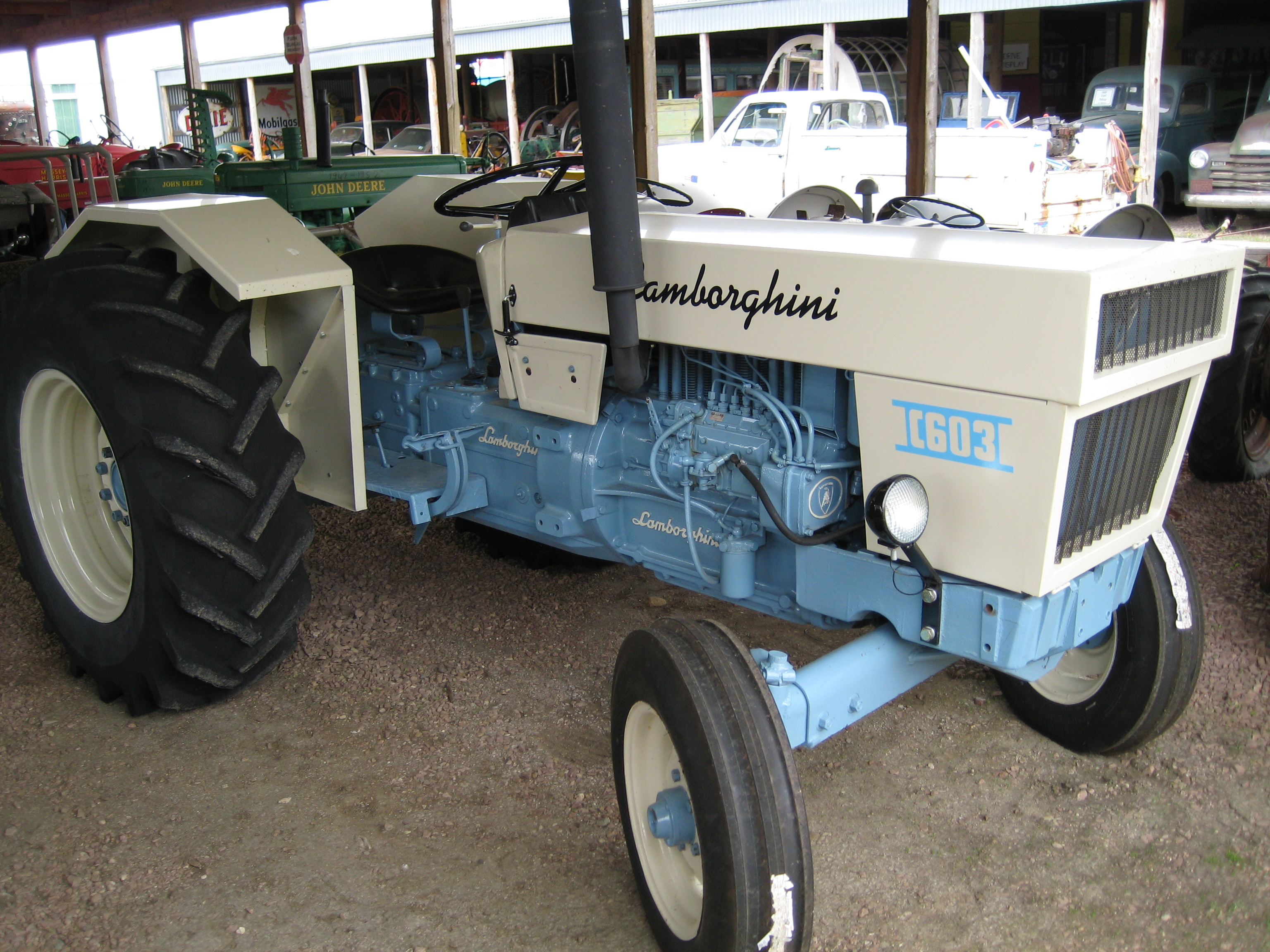
Un tracteur Lamborghini C 603 des années 1970-1980.

Désormais fortuné, Ferruccio Lamborghini peut enfin s'adonner à sa passion pour les automobiles de prestige. En 1958, il fait notamment l'acquisition de plusieurs Ferrari 250 GT. Il considère que les Ferrari sont des automobiles performantes mais trop bruyantes et peu confortables, marquées par des intérieurs dépouillés, pour devenir des automobiles prospères. Mais le plus ennuyeux concernait l'embrayage ; Ferruccio Lamborghini devait constamment retourner à Maranello, ville où est installée Ferrari, pour remplacer l'embrayage défectueux de ses 250 GT. Frustré par la nature récurrente des problèmes, il n'hésite pas à s'en plaindre auprès d'Enzo Ferrari.
Selon le magazine Thoroughbred & Classic Cars de 1991, relatant une interview de Ferruccio Lamborghini, ce dernier aurait adressé à Enzo Ferrari des conseils sur la manière d'améliorer ses automobiles. Ferrari, furieux, lui aurait alors répondu : « Tu sais conduire un tracteur, mais tu ne sais pas conduire une Ferrari. » Ferruccio Lamborghini, conscient que personne ne serait capable de lui offrir la voiture parfaite, se décide alors à la concevoir lui-même,. Quelques années plus tard, il avoua « Si Enzo Ferrari ne m’avait pas asséné cette mesquinerie un jour où je me plaignais d’insolubles problèmes sur ma propre Ferrari, je n’aurais peut-être jamais construit mes voitures. »
Selon l'industriel italien, une automobile de grand tourisme se doit de procurer à son conducteur de hautes performances sans compromis en termes de motricité et de tenue de route, mais également sur la qualité de l'habitacle. Confiant en sa capacité à surclasser Ferrari, de retour dans son garage à Pieve di Cento, Ferruccio Lamborghini et ses ouvriers décident de « décortiquer » sa Ferrari 250 GT. La culasse du moteur est remplacée par une culasse conçue par l'industriel tandis que six carburateurs double corps sont installés sur les 12 cylindres en V. Selon Ferruccio Lamborghini, les essais réalisés ont démontré que l'automobile modifiée était capable d'atteindre une vitesse d'au moins 25 km/h supérieure à celle de la Ferrari sortie d'usine.
Selon certaines sources, il serait entré sur le marché des automobiles exotiques dans le but de prouver qu'il était capable de surclasser la marque Ferrari. Pour d'autres sources, il aurait vu à cette époque une opportunité financière de produire des automobiles. Dans tous les cas, ce fut la naissance d'une rivalité historique entre Enzo Ferrari et Ferruccio Lamborghini.

### Naissance d'Automobili Lamborghini

Logo de la firme automobile de Lamborghini.

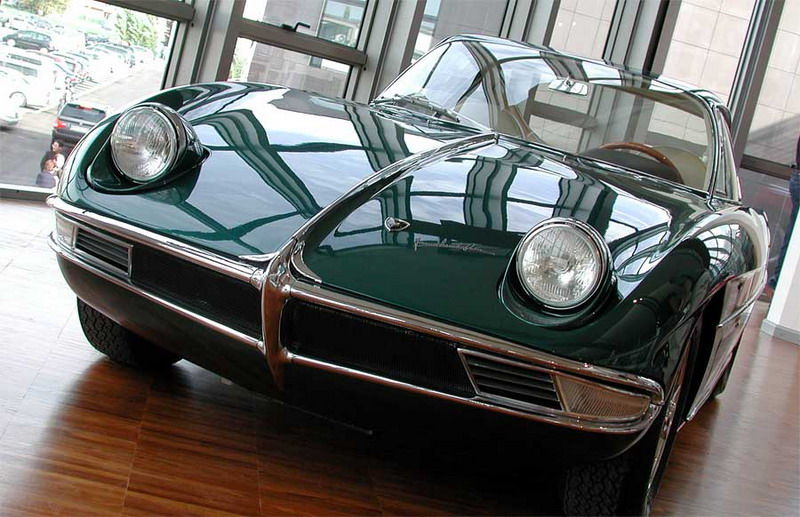
La Lamborghini 350 GTV, prototype préfigurant le 350 GT.

En juillet 1963, un panneau de signalisation est érigé au 12 via Modena, dans la commune de Sant'Agata Bolognese, située à moins de 30 km de Pieve di Cento, annonçant « Qui Stabilimento Lamborghini Automobile » (L'usine automobile Lamborghini). Le 30 octobre 1963, Automobili Lamborghini est officiellement fondé. Les raisons qui ont amené Ferruccio Lamborghini à fonder son entreprise de construction automobile à Sant'Agata Bolognese sont nombreuses. Ayant signé un accord financier avec la majorité communiste de la ville, il n'aura pas à payer de taxe sur les profits réalisés par l'entreprise pendant les dix premières années de production. En contrepartie, les ouvriers auront la possibilité de se syndiquer. Par ailleurs, la ville est ancrée au cœur d'une région dont l'histoire est marquée depuis longtemps par l'industrie automobile, si bien que Lamborghini aura aisément accès aux industriels et carrossiers automobiles expérimentés.
Peu avant que ne soit fondée l'entreprise, Lamborghini sollicite les services de Giotto Bizzarrini, ingénieur italien ayant notamment participé à la réalisation de la Ferrari 250 GTO. Travailleur indépendant, il est chargé de réaliser le dessin d'un moteur V low de 3,5 L ; 4,5 millions de Lires lui seront offerts pour son travail, ainsi qu'un bonus pour chaque cheval-vapeur développé de plus par rapport au moteur V12 Colombo de Ferrari,. Inspiré par un V12 de Formule 1 de 1,5 L, le moteur réalisé par Bizzarrini, à quatre arbres à cames en tête et lubrifié par carter sec, développe 360 ch à 8 000 tr/min. Lamborghini est ravi du résultat.

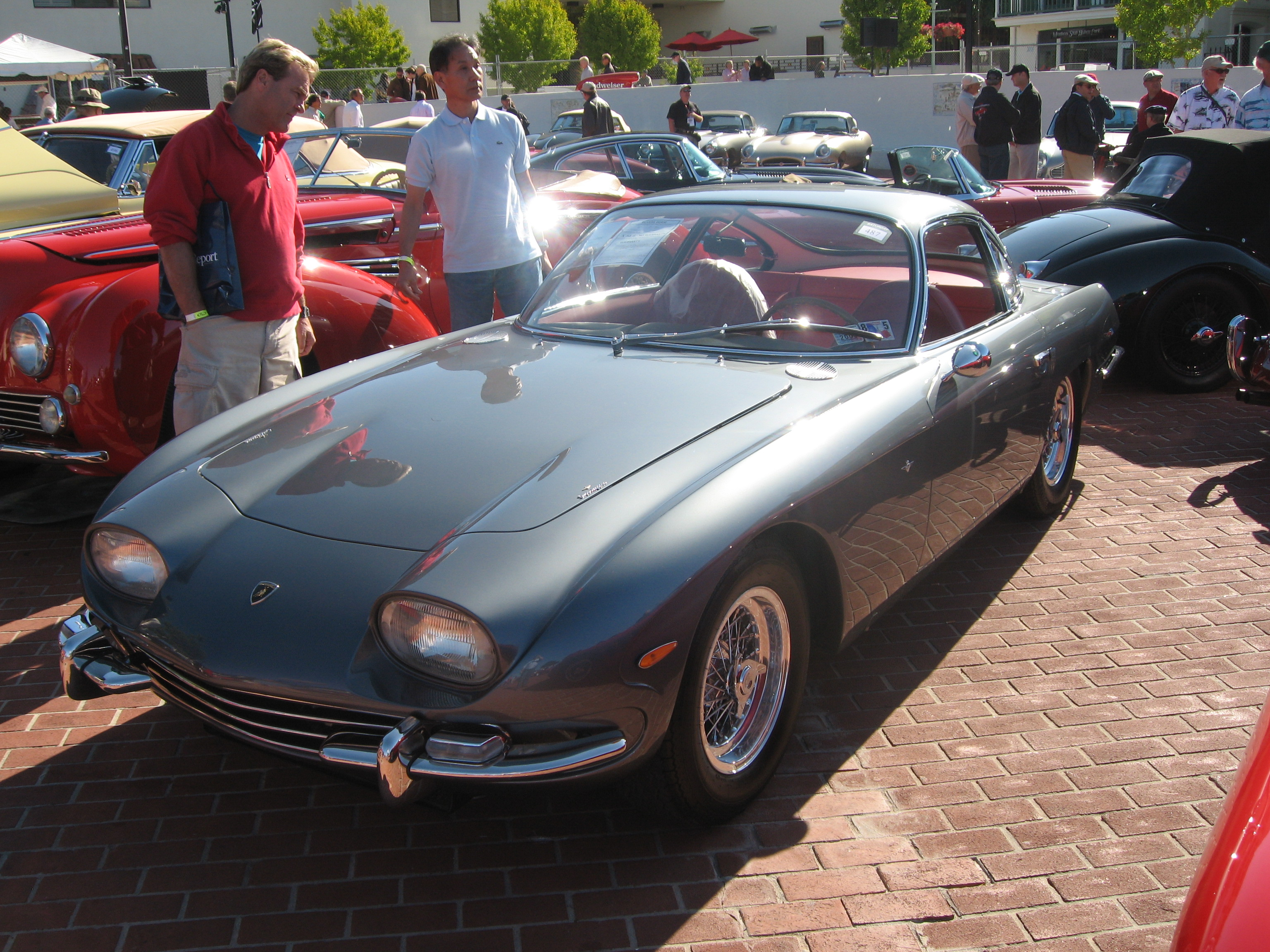
La Lamborghini 350 GT est carrossée par Touring.

Il possède donc un moteur, mais pas encore d'automobile dans laquelle l'installer. En 1963, Lamborghini fait alors appel au brillant ingénieur Gian Paolo Dallara, âgé de seulement 24 ans, ayant œuvré à ses débuts pour Ferrari et Maserati. Mandaté pour réussir la conception d'une automobile de tourisme, Dallara réunit une équipe dont prend part son adjoint Paolo Stanzani, âgé de 25 ans, ainsi que le Néo-Zélandais Bob Wallace, connu dans le monde du sport automobile pour avoir travaillé avec les meilleurs mécaniciens de course dans des écuries privées,. Pour la réalisation de la carrosserie, Lamborghini s'adresse à Franco Scaglione, designer « de très grand talent et ancien responsable du style de la carrosserie Bertone ». Les réalisations de Scaglione ont toujours été marquées par des formes non conventionnelles et la future Lamborghini ne dérogera pas à la règle.
L'automobile est conçue en à peine quatre mois, pour être présentée en avant-première au Salon de l'automobile de Turin 1963. Le prototype, dénommé 350 GTV, ne fait pas l'unanimité, la finition laissant à désirer. L'automobile sera d'ailleurs entreposée dans un entrepôt et disparaitra de la circulation durant les vingt années qui suivent jusqu'à ce qu'un passionné l'acquierre et la restaure.

### Les premières sportives signées Lamborghini

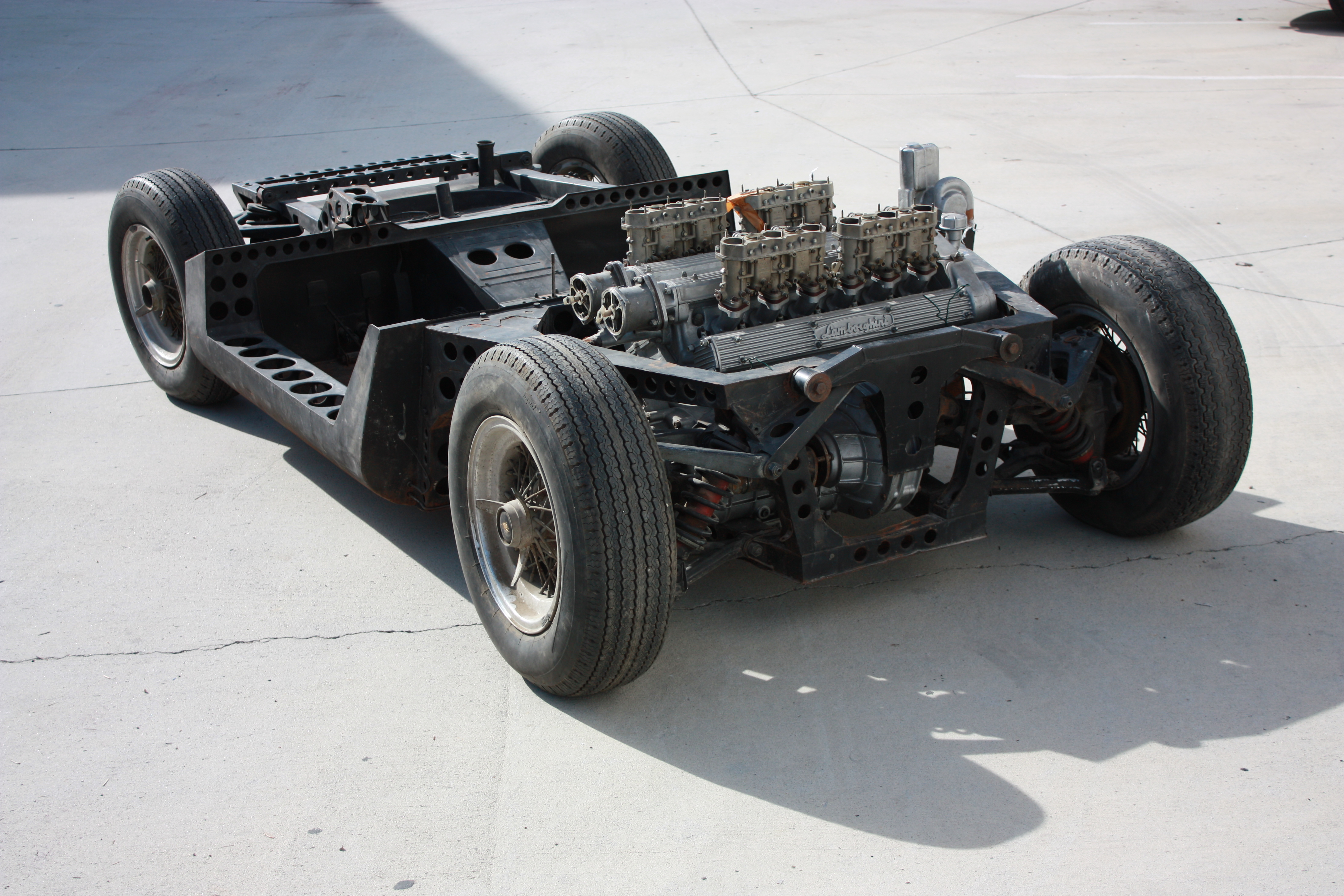
Le Moteur V12 de Bizzarrini sur le châssis d'une Lamborghini Miura.

Lors du salon, Lamborghini fait la connaissance de Felice Bianchi Anderloni, fondateur de la Carrozzeria Touring à qui il confie le design de la future automobile de série. Dallara tente de son côté de rendre compatible la 350 GTV avec les impératifs de la production, si bien que le carter sec est abandonné et le moteur voit sa puissance diminuée à 270 ch pour en accroitre la fiabilité. Dénommée « 350 GT », elle est présentée au salon de Genève 1964. À la fin de l'année 1964, treize clients se sont portés acquéreurs d'une 350 GT, ces dernières étant vendues à perte par Lamborghini dans le but de concurrencer Ferrari. La production de la 350 GT se termine en 1966 après s'être vendue à 120 exemplaires.
Par la suite, une version réalisée portant la cylindrée à quatre litres ainsi que sa déclinaison 2+2 — les 400 GT et 400 GT 2+2 — sont développées ; c'est un franc succès puisque 270 exemplaires seront vendus et le nombre d'ouvriers travaillant dans l'usine de Sant'Agata Bolognese est porté à 170. Malgré le succès du design de Touring, Lamborghini préfèrera toujours confier la réalisation de ses automobiles à ses usines. Il est, en effet, particulièrement attentif à offrir à ses clients un service capable de réaliser aussi bien des modifications mineures que majeures sur ses automobiles. Durant l'année 1965, Dallara, Stanzani et Wallace mettent en commun leurs efforts pour la conception d'un prototype, dénommé P400. Les trois ingénieurs imaginent une automobile de route au « pedigree » de compétition, capable de remporter des courses et d'être conduite sur route. Travaillant de nuit en espérant faire vaciller l'idée de Lamborghini selon laquelle une telle voiture serait trop chère et écarterait l'entreprise de son but, l'industriel leur accorde finalement le droit de poursuivre leur projet, considérant que la P400 serait dans tous les cas un potentiel outil marketing, à défaut de mieux. Le prototype de la Miura sera présenté au salon de l'automobile de Turin fin 1965. Elle est propulsée par un moteur V12 transversal placé en position centrale arrière. Plus inhabituel encore, le moteur, développant 350 ch (puis, plus tard, 385 ch) est directement associé aux transmissions et au différentiel en raison d'un manque d'espace. Le design du prototype est quant à lui réalisé par la Carrozzeria Bertone. L'enthousiasme suscité par la P400 au salon de Genève 1966 incite Lamborghini à entamer sa production sous le nom de Miura. Produite entre 1966 et 1973, c'est la première voiture de série et de route au monde à franchir les 300 km/h,.

### Début du succès commercial

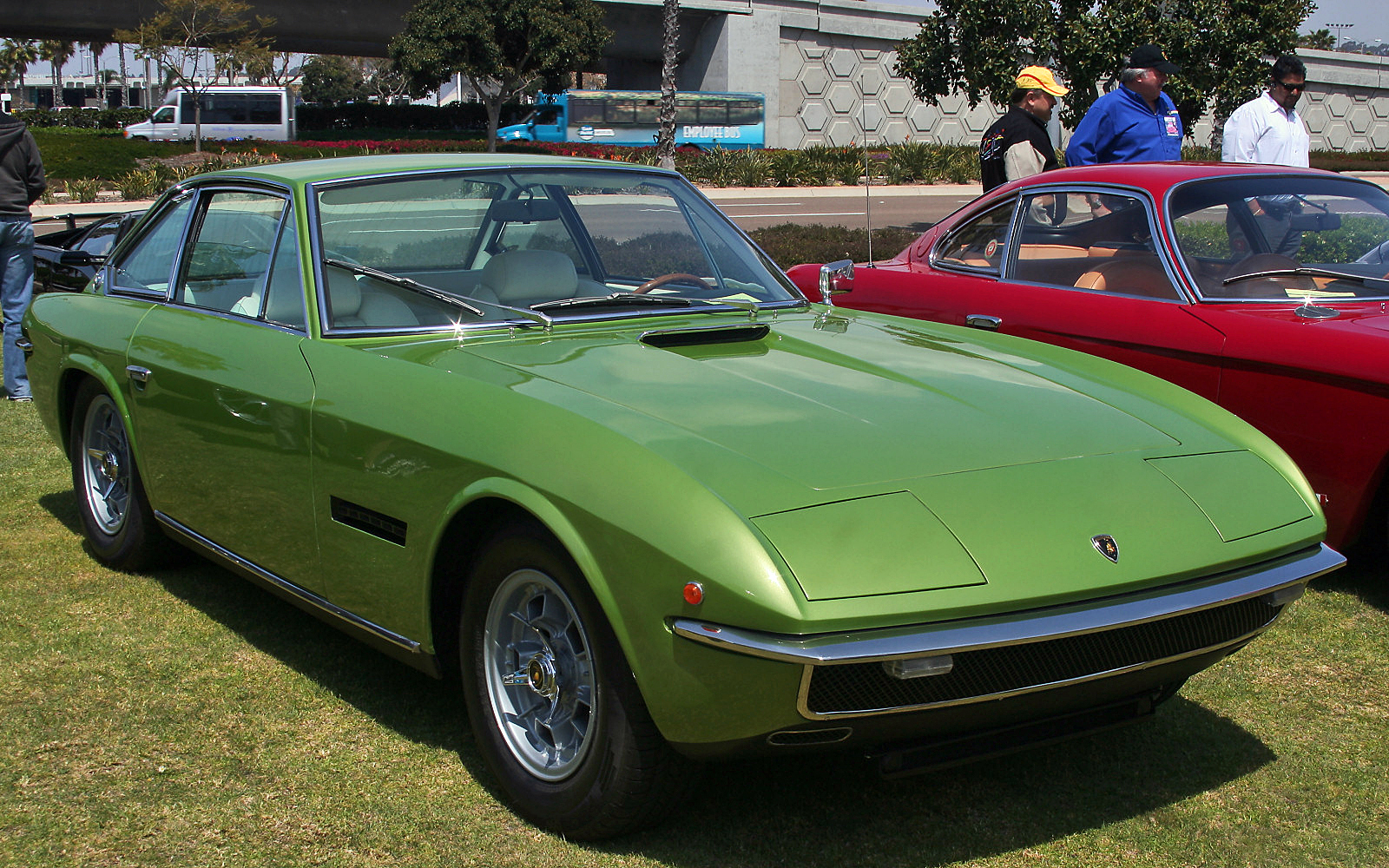
Le style de l'Islero est jugé trop classique pour l'époque.

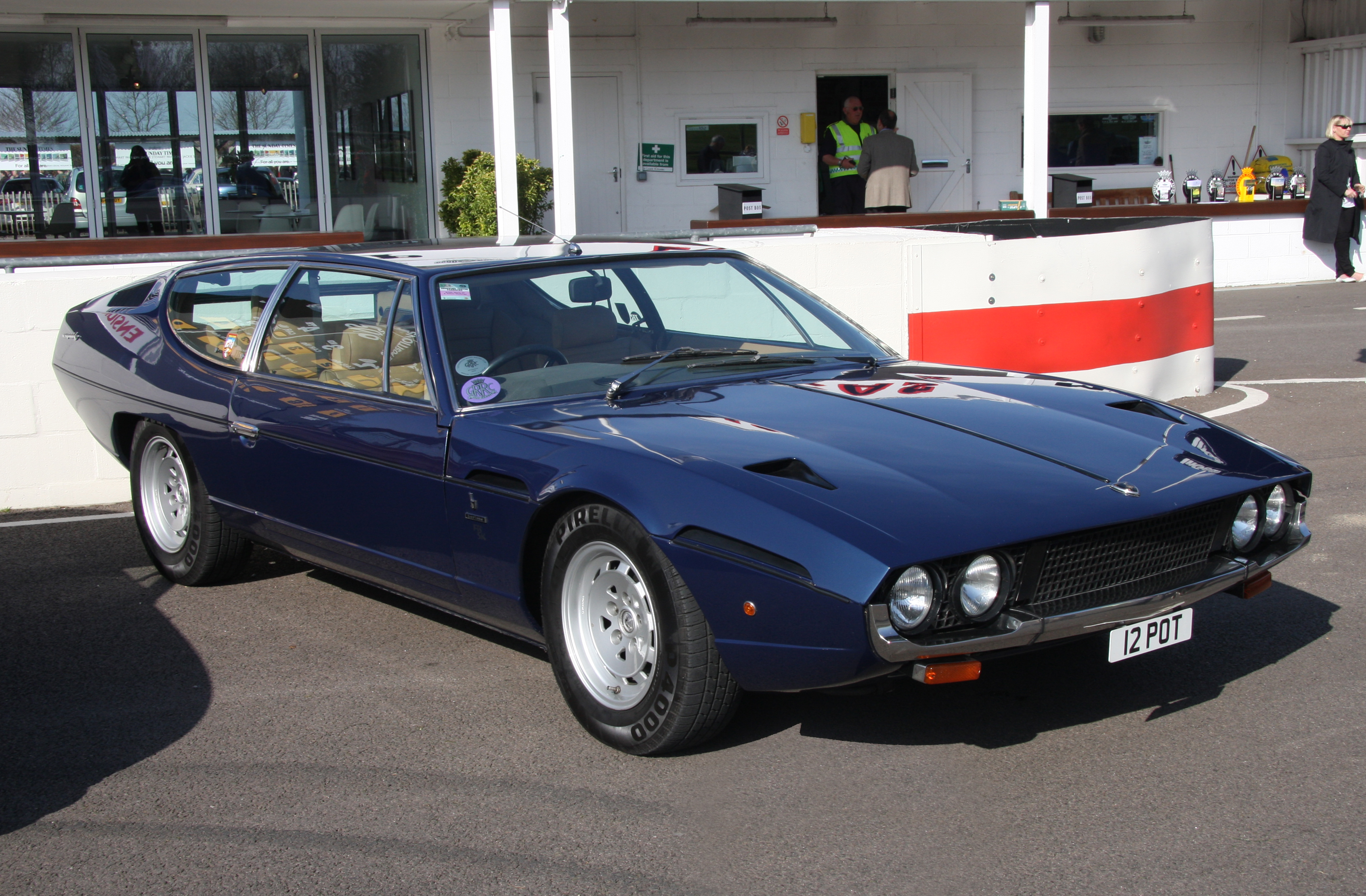
La Lamborghini Espada est un immense succès commercial.

La fin des années 1960 n'est pas une période gratifiante pour Lamborghini. Désireux de trouver une remplaçante à la 400GT 2+2, il fait appel au carrossier Mario Marazzi. Avec l'aide des ingénieurs de la société Lamborghini, il réalise une automobile quatre places dénommée Marzal. Construite sur un châssis allégé semblable à celui de la Miura et propulsée par un moteur 6 cylindres en ligne qui n'était rien d'autre que la moitié du V12 de Bizzarrini, l'industriel n'apprécie guère ce design novateur. Marazzi ajuste alors le dessin. Le résultat, la Lamborghini Islero, n'est finalement qu'une version restylée de la 400GT 2+2. Jugée trop classique, l'Islero ne connait pas le succès escompté et, malgré l'arrivée d'une version S, elle ne sera produite que durant un peu plus d'un an.
En 1968, le carrossier Bertone convainc Lamborghini de lui confier la réalisation d'une nouvelle automobile quatre places. Dessinée par Marcello Gandini, elle présentait de grandes portes papillon peu appréciées par Lamborghini qui jugea plus sage les remplacer par des portes conventionnelles. Le résultat de la collaboration entre Bertone et Lamborghini aboutit finalement à l'apparition au Salon de l'automobile de Genève 1969, de l'Espada, propulsée par une évolution du moteur V12 de 3,9 litres, développant alors 325 ch. L'Espada est un énorme succès commercial puisque 1 217 exemplaires seront produits sur 10 ans.
En août 1968, Dallara, frustré par le refus de Ferruccio Lamborghini de participer en compétition automobile, quitte l'entreprise pour prendre la tête du département Formule 1 du constructeur De Tomaso. L'industriel a, en effet, toujours rétorqué : « Je désire construire des automobiles de Grand Tourisme sans défauts — certes classiques voire conventionnelles mais parfaites — et non pas une bombe technique ». L'adjoint de Dallara, Paolo Stanzani, est désormais titulaire du poste de directeur technique.
En 1969, Lamborghini doit faire face à de premières difficultés avec les ouvriers syndiqués, ces derniers s'octroyant des heures d'arrêt dans le cadre d'une campagne nationale engagée en raison des tensions entre l'union des travailleurs métallurgistes et l'industrie italienne. Néanmoins, l'industriel qui, souvent, s'est retroussé les manches et joint aux travailleurs de l'usine, est capable de motiver son personnel à continuer de travailler pour atteindre leur but commun, et ce malgré les perturbations.

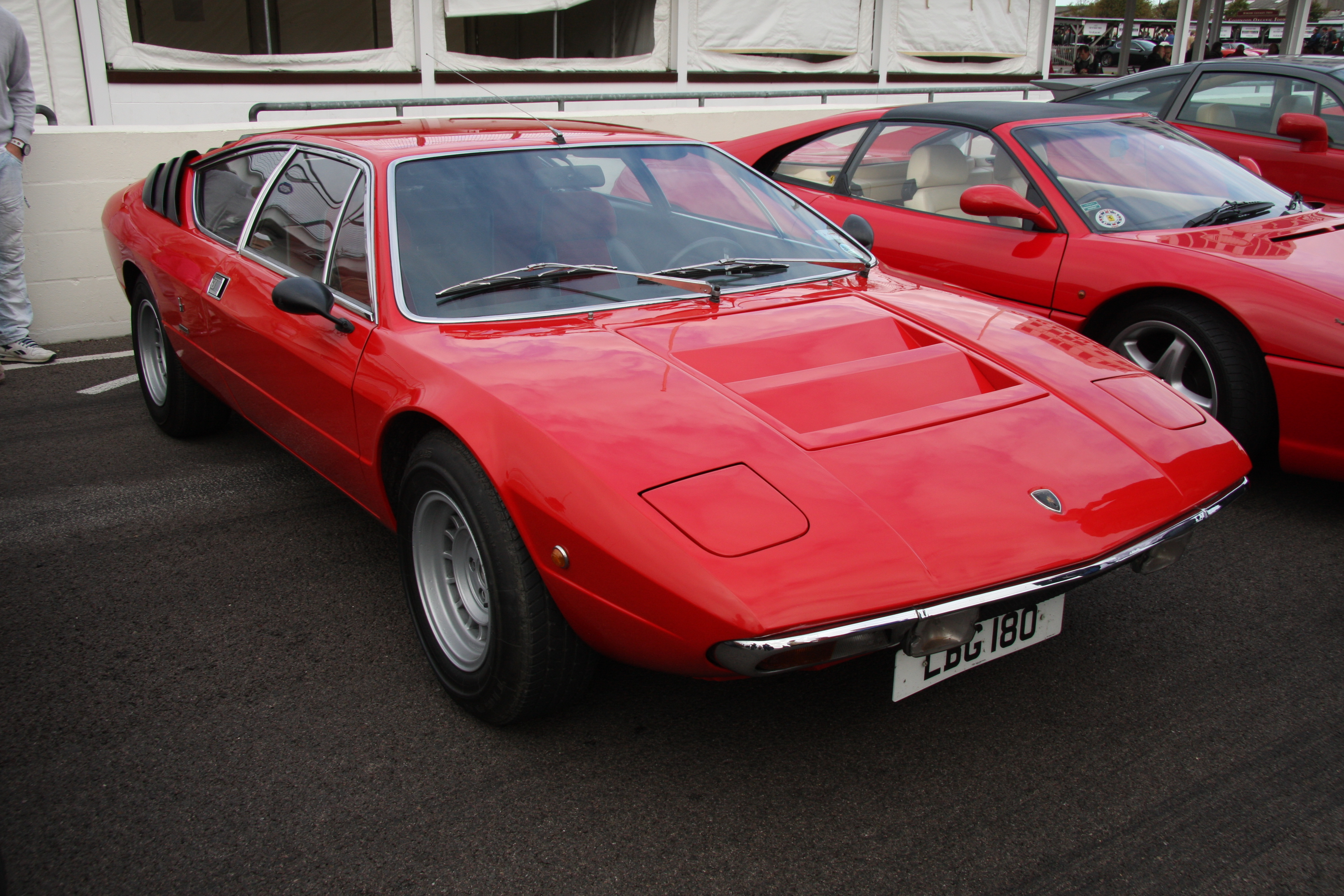
L'Urraco est la première Lamborghini, depuis la 350GTV, conçue à partir d'une feuille blanche.

Durant l'année 1969, la gamme Lamborghini se constitue de l'Islero, de l'Espada et de la Miura, chacune ayant reçu une amélioration : la Miura s'offre quelques chevaux supplémentaires, l'Islero est vendue dans une version « S » mieux finie, tandis que l'Espada gagne en confort et en performances pour lui permettre d'atteindre la vitesse de 250 km/h.
Alors que la remplaçante de l'Islero, une version plus courte de l'Espada dénommée Jarama, est dévoilée au Salon de l'automobile de Genève 1970, Stanzani travaille sur la conception d'une nouvelle automobile, conçue à partir d'une feuille blanche et ne reprenant aucun élément des précédents modèles. En raison du changement de la législation, il opte, comme Ferrari et sa Dino 246 ou Porsche et sa 911, pour la réalisation d'une sportive propulsée par un moteur V8. L'Urraco ainsi née conservait une carrosserie 2+2 pour son aspect pratique, Ferruccio Lamborghini considérant que les clients de l'Urraco auraient probablement des enfants.

### Ferruccio Lamborghini se retire
Comme la plupart des constructeurs automobiles dans cette période marquée des tensions internationales, Lamborghini rencontre des difficultés financières. Dès 1971, Trattori Lamborghini doit faire face à une forte chute de ses ventes ; l'importateur sud africain Cento annule toutes ses commandes tout comme la Bolivie — dont le gouvernement vient d'être renversé par un coup d'État — alors qu'une partie des tracteurs était prête à quitter Gênes. C'est d'ailleurs cet épisode qui provoqua dans l'urgence la cession de 51% de Lamborghini Automobili par Ferruccio Lamborghini à des investisseurs, pour couvrir la mévente de 5000 tracteurs à destination de la Bolivie, provoquant de facto la faillite de l'usine des tracteurs Lamborghini si rien n'était fait. Ce fait est relaté par Stanzani, ancien directeur de Lamborghini Automobili.
En 1972, Ferruccio Lamborghini décide de vendre sa filière Trattori Lamborghini au groupe italien SAME, également constructeur de tracteurs,. Rapidement, Automobili Lamborghini se trouve également en difficulté, le développement de dernières automobiles s'en trouvant fortement ralenti. Ferruccio Lamborghini se voit dans l'obligation de trouver des investisseurs. Il entame ainsi des discussions avec l'un de ses amis, Georges-Henri Rossetti, un homme d'affaires suisse fortuné qui aboutissent à la cession de 51 % de la société pour 600 000 $. Devenu actionnaire majoritaire, Rossetti n'interviendra cependant que rarement dans les décisions de Lamborghini.
En 1973 survient le premier choc pétrolier, pénalisant fortement les constructeurs automobiles. Lamborghini — tout comme les autres constructeurs de sportives exotiques — est particulièrement touché par l'augmentation rapide des prix du pétrole. Les automobiles Lamborghini furent, en effet, conçues pour leurs performances avec peu de considérations pour leur consommation. En 1974, Ferruccio Lamborghini vend sa participation restante de 49 % à la société de René Leimer, un ami de Georges-Henri Rossetti. Après avoir rompu tous liens avec les voitures qui portaient son nom, il se retire dans un lotissement sur les rives du Lac Trasimène, dans la frazione de Panicarola à Castiglione del Lago, une ville située dans la province de Pérouse en Ombrie, où il restera jusqu'à ses derniers jours.

### Administration judiciaire

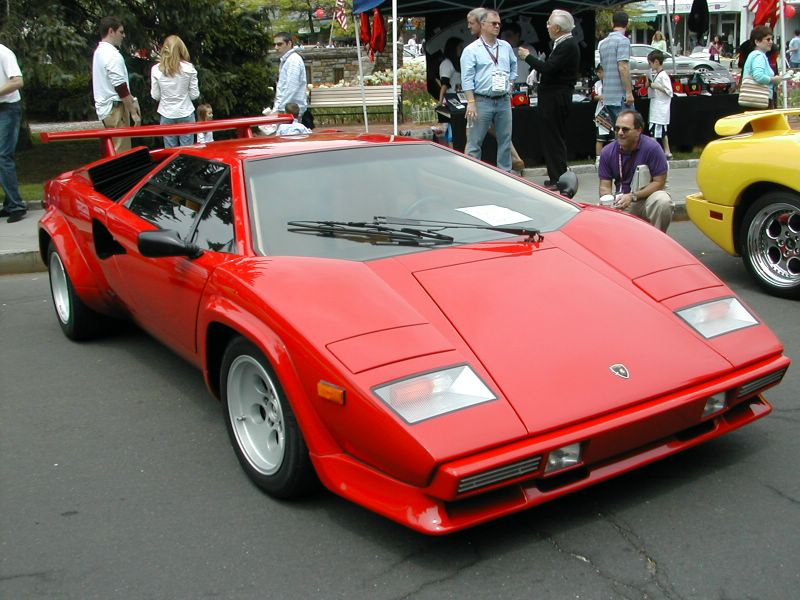
Une Countach, la plus populaire des Lamborghini.

En 1974, la Lamborghini Countach, remplaçante de la Miura, entame sa production. Elle sera le plus populaire des modèles, mais Lamborghini est tout de même mise sous procédure de sauvegarde (amministrazione controllata) par les tribunaux italiens en août 1978. Cette débâcle est principalement causée par le retard pris par Lamborghini dans la conception de la BMW M1, qui se traduit par l'annulation du contrat par BMW. Alessandro Arteses, puis un an plus tard Raymond Noima et Hubert Hahne, importateurs allemands de Lamborghini, vont prendre la direction de l'entreprise, sans succès puisque celle-ci fait finalement faillite et est placée en liquidation judiciaire au début de 1980.
En juillet 1980, les frères Mimran, entrepreneurs dans l'industrie alimentaire et passionnés de sportives de prestige, sont nommés à leur tour administrateurs de Lamborghini. Ils établissent un vaste programme de restructuration et injectent massivement des capitaux tandis que l'usine de Sant'Agata est réhabilitée. Les frères Mimran lancent également un appel international pour trouver de nouveaux ingénieurs et designers. Ils prennent possession officiellement de l'entreprise en mai 1981.

### Acquisition par Chrysler
Si les investissements conduisent à court terme à des résultats plutôt bons, ils demeurent insuffisants pour redresser l'entreprise. À la recherche d'un investisseur stable, les frères Mimran vont faire la rencontre de l'un des « Big Three » américain, le constructeur Chrysler. Ce dernier prend le contrôle de Lamborghini en avril 1987 après y avoir investi 33 millions de dollars.
Lee Iacocca, qui avait déjà orchestré un revirement quasi miraculeux de Chrysler avant que la compagnie ne fasse faillite, acquiert Lamborghini sans objectifs précis fixés par le conseil d'administration de Chrysler. Si bon nombre de personnalités du groupe Chrysler ont rejoint le conseil d'administration de Lamborghini, les membres clés de l'entreprise ont conservé leurs postes, dont Alfieri, Marmiroli, Venturelli, et Ceccarani. Pour relancer l'entreprise, Chrysler injecte dans un premier temps 50 millions de dollars. Iacocca est désireux d'entrer sur le marché des « super sportives de prestige », dont la production est estimée à 5 000 exemplaires par an dans le monde, grâce à la production d'une concurrente à la Ferrari 328. Par ailleurs, il désire que le constructeur italien produise un moteur qui puisse être utilisé pour une automobile Chrysler sur le marché américain.

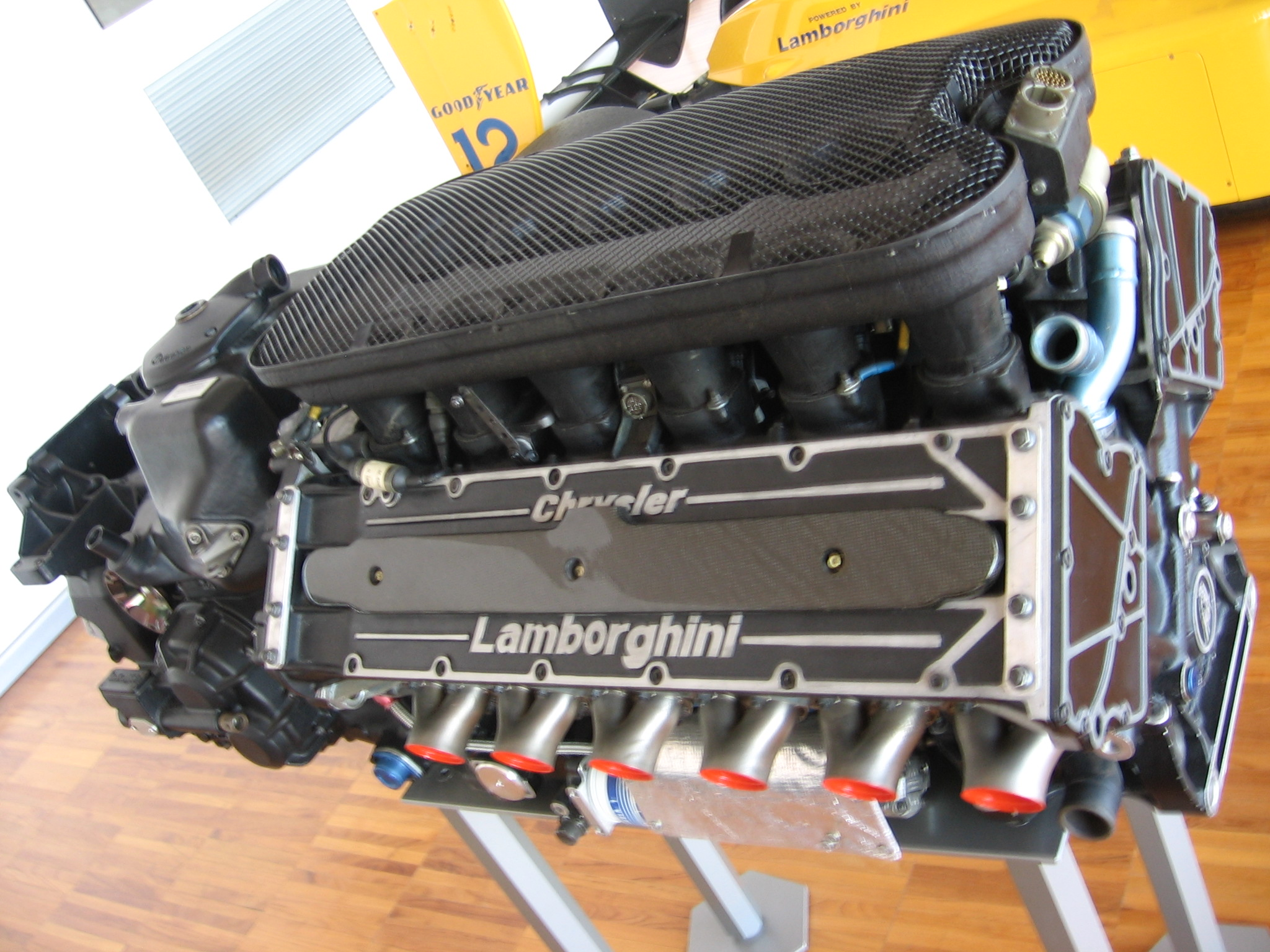
Mauro Forghieri est chargé de dessiner un V12 pour Lamborghini en Formule 1.

Enfin, la décision est finalement prise d'engager Lamborghini en compétition. Installée à Modène, la nouvelle division, dont le budget initial est de 5 millions de dollars, est managée par Daniele Audetto et présidée par Emile Novaro ; Mauro Forghieri, un talentueux ingénieur ayant notamment œuvré au sein de l'équipe de la Scuderia Ferrari, est chargé de dessiner un moteur V12 de 3,5 L, indépendamment des précédents V12 développés par Lamborghini pour ses GT.
À cette époque, Lamborghini travaille sur la remplaçante de la Countach, la Diablo. Le design initial de la Diablo est signé Marcello Gandini, à l'origine également du dessin de la Miura et de la Countach. Néanmoins, peu impressionné par le travail de Gandini, Chrysler fait appel à ses propres designers pour entamer un vaste remaniement de l'automobile, lissant les bords et les coins pointus,. Si le résultat final est peu apprécié par Gandini, la production de la Diablo est tout de même entamée. Chrysler tentera de finir la préparation de la Diablo pour les 25 ans de Lamborghini, mais une fois que le groupe américain comprit que le rendez-vous serait manqué, une version spéciale de la Countach, la Countach 25e anniversaire, prend sa place.
La Diablo est officiellement présentée au public 21 janvier 1990 lors d'un événement mondain à l'Hôtel de Paris de Monte-Carlo. La Diablo est à cette époque l'automobile la plus rapide dans le monde et les ventes sont si vives que Lamborghini commence à faire des profits. La présence du groupe américain donna les moyens de mettre en place un réseau de concessionnaires organisé avec un service complet de soutien permettant à Lamborghini de dépasser la barre du million de dollars de profits.

### L'ère indonésienne
En 1992, les ventes de Lamborghini chutent et notamment celles de la Diablo, dont le prix (239 000 $) est devenu trop exorbitant pour les enthousiastes américains. Par ailleurs, Chrysler juge que le constructeur italien ne vend plus suffisamment d'automobiles pour justifier son investissement. Le groupe indonésien Megatech, dirigé par l'homme d'affaires Setiawan Djody et le fils du président indonésien Suharto, Tommy Suharto, acquièrent en février 1994 l'ensemble du groupe Lamborghini — l'entreprise italienne, la filiale américaine et la division F1 — pour 40 millions de dollars.

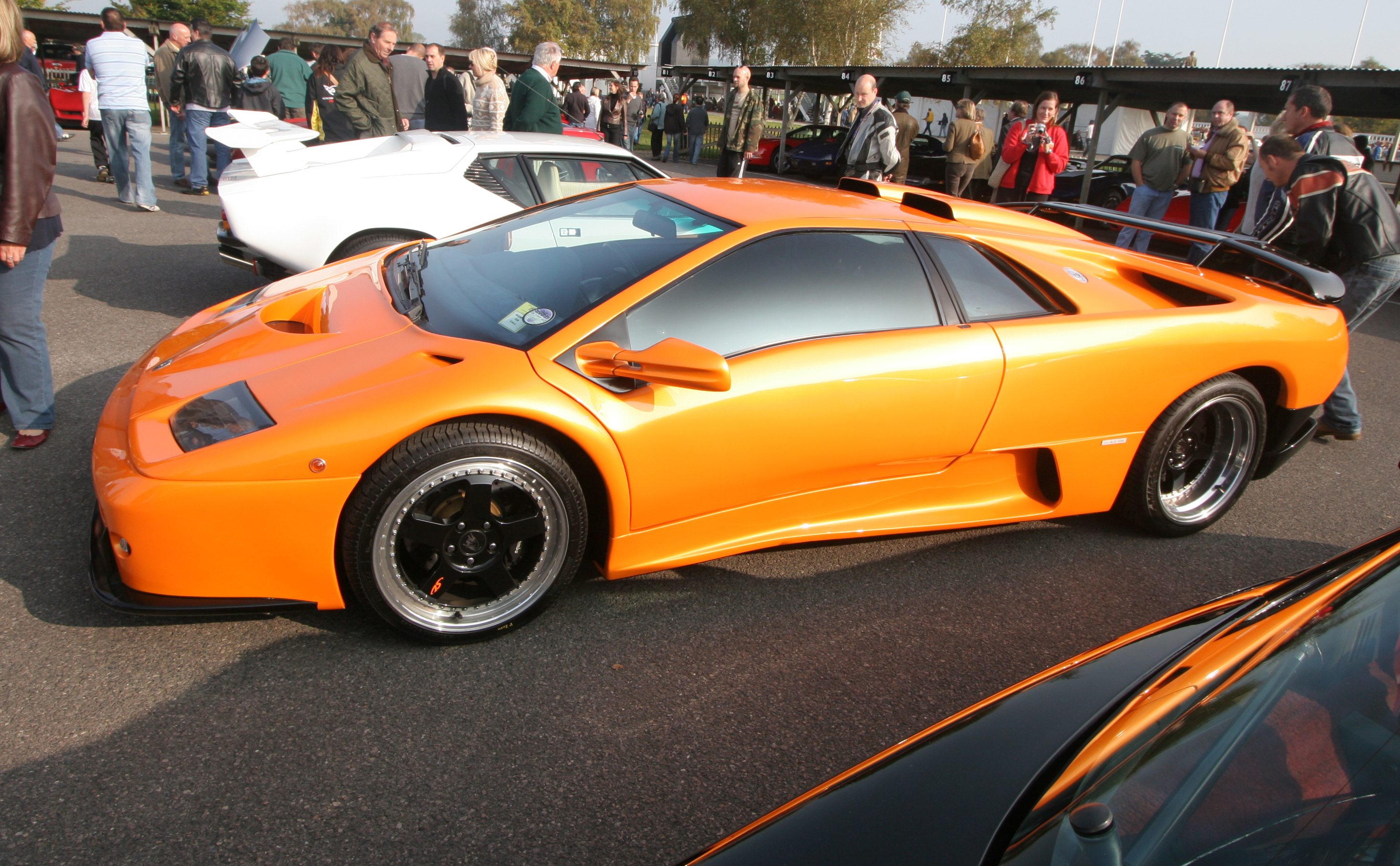
Lamborghini réalise des profits en 1995 grâce à l'apparition de la Diablo SuperVeloce.

Djody, qui acquit également 35 % du groupe américain de supercar Vector, suggère que Lamborghini et Vector mettent en commun leur savoir. Michael Kimberly, précédemment chez Lotus, Jaguar puis General Motors, est nommé à la tête de Lamborghini. Après avoir passé l'entreprise en revue, il conclut que Lamborghini doit étendre sa gamme à plus d'un ou deux modèles. Il met par ailleurs en œuvre une stratégie de marketing pour mieux faire connaître le patrimoine de Lamborghini. En 1995, Lamborghini génère un résultat positif lorsque la Diablo est dévoilée dans une version sportive SuperVeloce. Mais, alors que les ventes de Lamborghini sont en hausse, la société est restructurée ; la holding V'Power de Tommy Suharto conserve une participation de 60 %, tandis que Mycom Sedtco, une société malaisienne de Jeff Yap, acquiert les 40 % restants.
N'étant jamais réellement redevenue rentable malgré la hausse des ventes, Lamborghini nomme à sa tête le vétéran Vittorio di Capua, membre de Fiat depuis quarante ans, en espérant que ce dernier saurait finalement remettre sur pied l'entreprise. Capua lance immédiatement des mesures de restrictions budgétaires et réorganise la production dans le but d'obtenir un gain de 50 %. Poursuivant l'idée de Kimberly, Capua met en œuvre un merchandising agressif. En 1997, Lamborghini trouve finalement son point d'équilibre grâce à la vente de 209 Diablo, treize de plus que nécessaire pour être rentable.

### Audi prend le relais

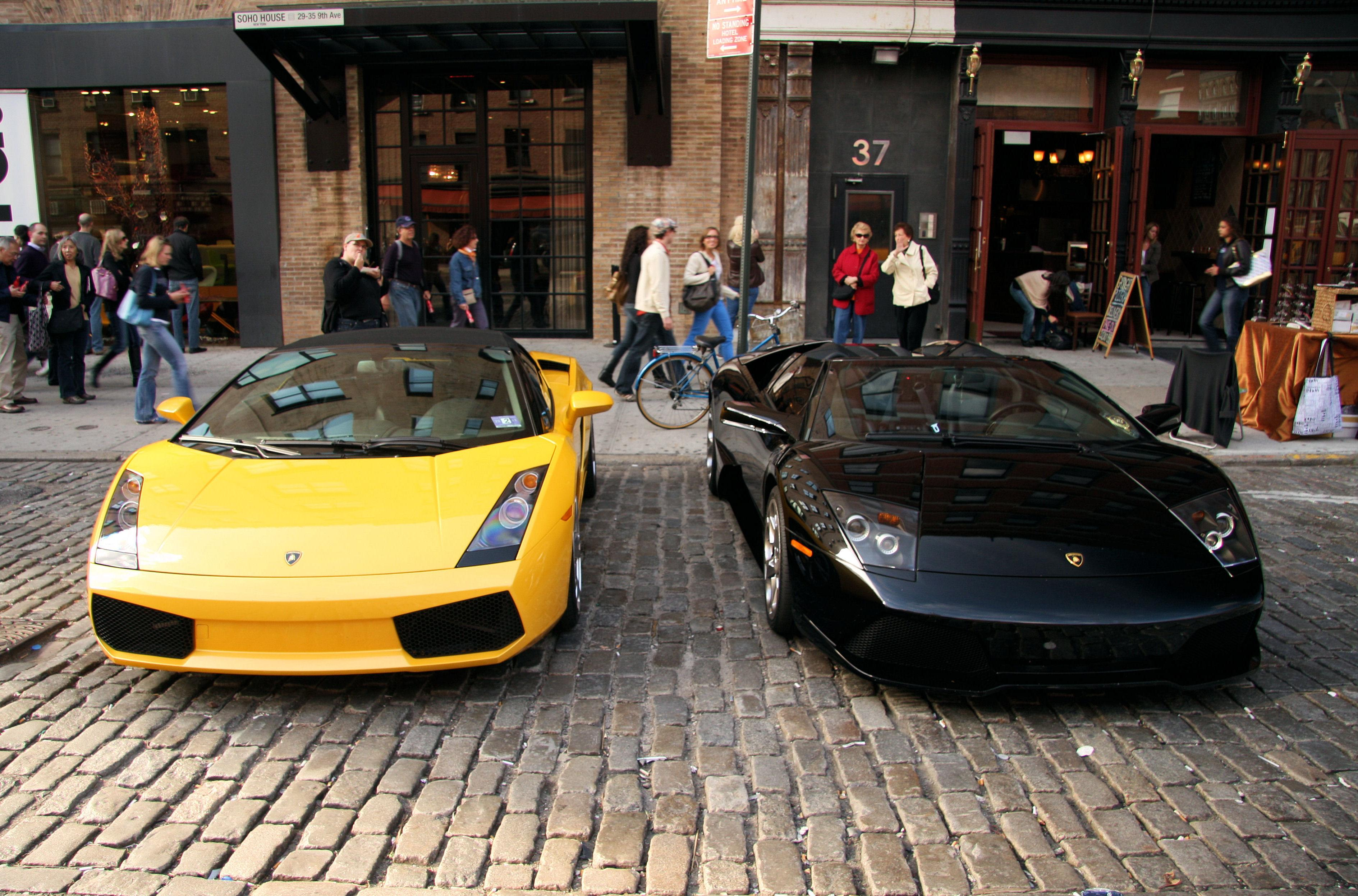
Une Lamborghini Gallardo Spyder (en jaune) et une Murciélago (en noir).

La crise économique qui touche l'Asie en 1997 oblige le groupe indonésien à se séparer de Lamborghini. Le nouveau président de Volkswagen, Ferdinand Piëch, est pris dans une frénésie d'achats dès 1998 et prévoit l'acquisition de Lamborghini pour environ 110 millions de dollars. Lamborghini est ainsi achetée grâce à la division de luxe de Volkswagen, le constructeur allemand Audi. Le porte-parole d'Audi déclare peu de temps après l'acquisition que Lamborghini « pourrait renforcer le profil sportif d'Audi tandis que Lamborghini pourrait bénéficier de l'expertise technique d'Audi ».
Le président d'Audi, Franz-Josef Paefgen, à sa tête, Lamborghini est une nouvelle fois restructurée et transformée en une holding. La première nouvelle Lamborghini, connue en interne comme le projet L140, doit représenter la renaissance de la marque. C'est la raison pour laquelle elle reprend le nom du taureau ayant résisté à 24 coups d'épée et offert à Don Antonio Miura, dont le nom inspira Ferruccio Lamborghini près de 40 ans auparavant : Murciélago. Cette dernière est dessinée par le Belge Luc Donckerwolke, nouveau chef du design Lamborghini.
Dans le giron d'Audi, Lamborghini trouve la stabilité qui lui faisait défaut depuis des décennies. En 2003 apparaît une Lamborghini plus petite que la Murciélago : la Lamborghini Gallardo, propulsée par un moteur V10, soit deux cylindres de moins que le moteur de la Murciélago. Depuis 2003, cette dernière est déclinée en de nombreuses versions : Spyder, Superleggera, LP560-4, LP550-2 Valentino Balboni, et plus récemment, en LP570-4 Spyder Performante, version spyder de la LP570-4 Superleggera. Au salon de Genève 2011, Lamborghini a présenté l'Aventador, une voiture de 700 ch, qui remplace la Murcielago. Elle annonce de grandes performances grâce à son nouveau V12 (0/100 km/h en 2,9 s et 350 km/h en vitesse de pointe. Elle a aussi bénéficié d'une cure d'allègement grâce à l'usage de matériaux composites comme la fibre de carbone utilisée en grande quantité, surtout sur le châssis et la carrosserie. Des déclinaisons devraient voir le jour : roadster et plus radicale, une version Super Veloce d'environ 800 ch. L'usine où est fabriquée cette voiture est à Sant'Agata Bolognese en Italie (Emilie-Romagne).

### Nouvelle génération

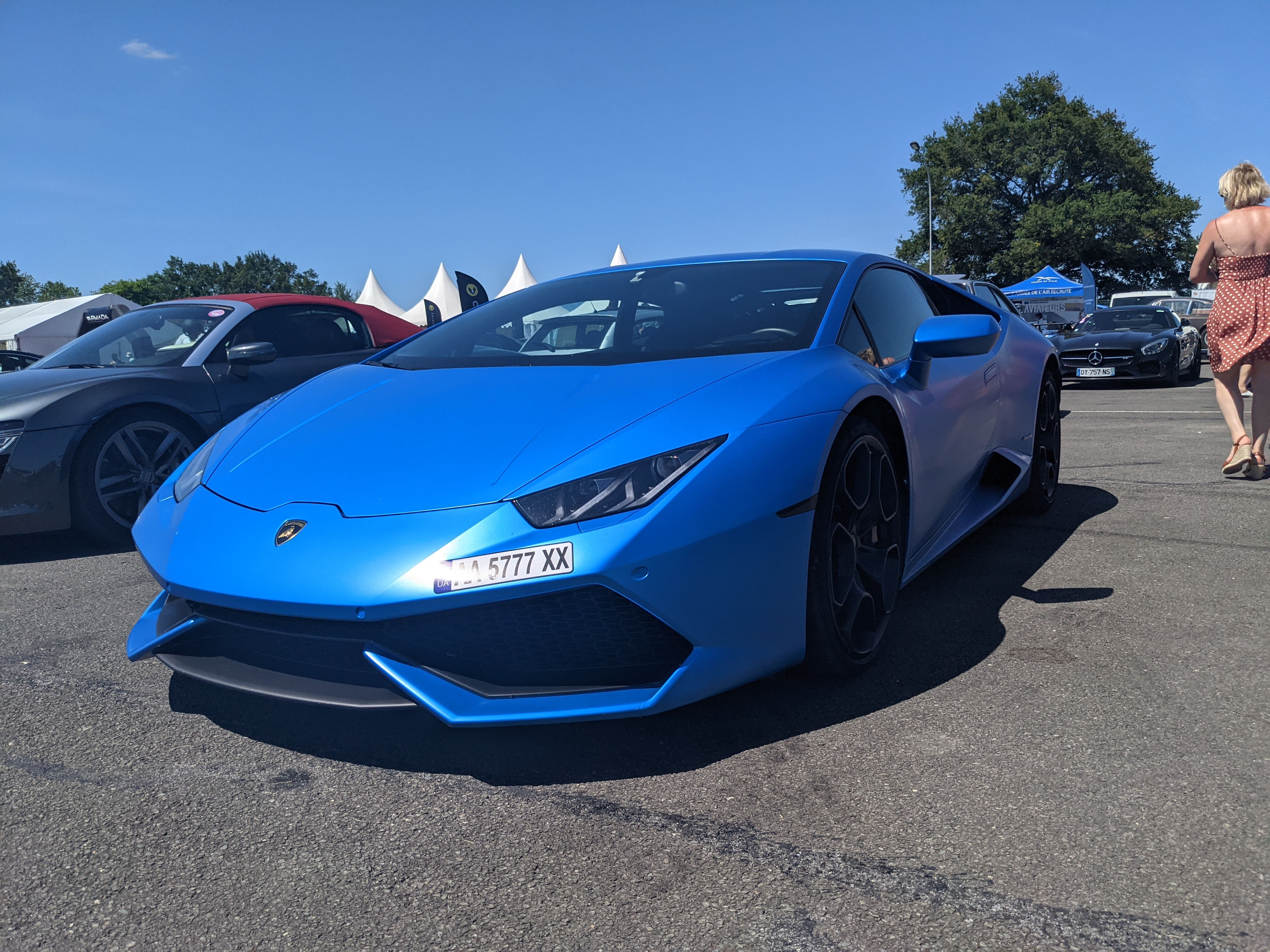
Lamborghini Huracán.

Au salon international de l'automobile de Genève 2014, Lamborghini présente la Huracán. Celle-ci possède un moteur de 610 chevaux et quatre roues motrices. La Huracán est la remplaçante de la Gallardo dont la production s'est arrêtée, et elle arrive après la Veneno LP750-4 fabriquée à seulement quatre exemplaires.
La Huracán est une voiture de sport que l'on pourrait comparer à la 650S. C'est une voiture deux-places créée plus pour être agréable à conduire que rapide, même si la vitesse maximum de la voiture n'est pas négligeable. La Huracán a fait une de ses premières apparitions en jaune lors d'une convention de Microsoft alors qu'était présenté Forza Horizon 2, un nouveau jeu vidéo. Elle apparait dans le trailer du jeu driftant autour d'une McLaren P1 avant de faire une course et aussi sur la jacquette. Au Goodwood Festival of Speed, Lamborghini présente la Huracán Super Trofeo LP620-2, une version modifiée conçue pour la course sur circuit lors du championnat mono-marque de Lamborghini.
Au mondial de l'automobile de Paris 2014, Lamborghini présente l'Asterion LPI 910-4, un concept-car hybride conçu pour concurrencer les Ferrari LaFerrari, McLaren P1 et Porsche 918 Spyder. Il possède le moteur de l'Huracán de 610 ch épaulé par trois moteurs électriques de 100 ch, cumulant donc 910 ch pour quatre roues motrices.
Début 2015, Lamborghini annonce deux véhicules, l'un pour la piste et l'autre, une édition limitée de l'Aventador. La Huracán GT3 est présentée le 21 janvier 2015 et l'Aventador Pirelli Édition est présentée à travers plusieurs photos.
L'Aventador SV (pour «Super Veloce») est officiellement dévoilée au salon de Genève 2015. Avec 750 chevaux et quatre roues motrices, la voiture a perdu 50 kilos pour réaliser le 0-100 km/h en 2,8 secondes. Elle ne sera produite qu'à six cents exemplaires. Quelques jours avant le Pebble Beach Concours d'Elegance, Lamborghini annonce la présence de deux voitures, l'Aventador SV Roadster, qui reprend la base mécanique de l'Aventador SV, limitée à cinq cents exemplaires, et un autre modèle, que quelques personnes seulement auront pu voir. Il se dit alors que la voiture possédera un moteur V12 hybride de 800 ch, qu'elle sera limitée à seulement une quarantaine de modèles, et qu'elle s'appellera «HyperVeloce» ou «Centenario», ce qui en ferait la troisième Lamborghini à ne pas avoir un nom inspiré de la tauromachie (après la Countach et le LM002) depuis la Miura. Au salon de Francfort 2015 la firme de Sant'Agata présente la Huracan Spyder, version découvrable de la sportive de 610 chevaux. Elle possède un toit en toile et non un hardtop comme l'Aventador (SV) Roadster. Le moteur est inchangé et la voiture reste en transmission intégrale. Au salon de Los Angeles 2015 une nouvelle version d'entrée de gamme de la Huracán est dévoilée: la Huracán LP580-2. Comme son nom l'indique, la supercar perd trente chevaux et passe en propulsion simple, elle possède aussi un bouclier avant modifié.

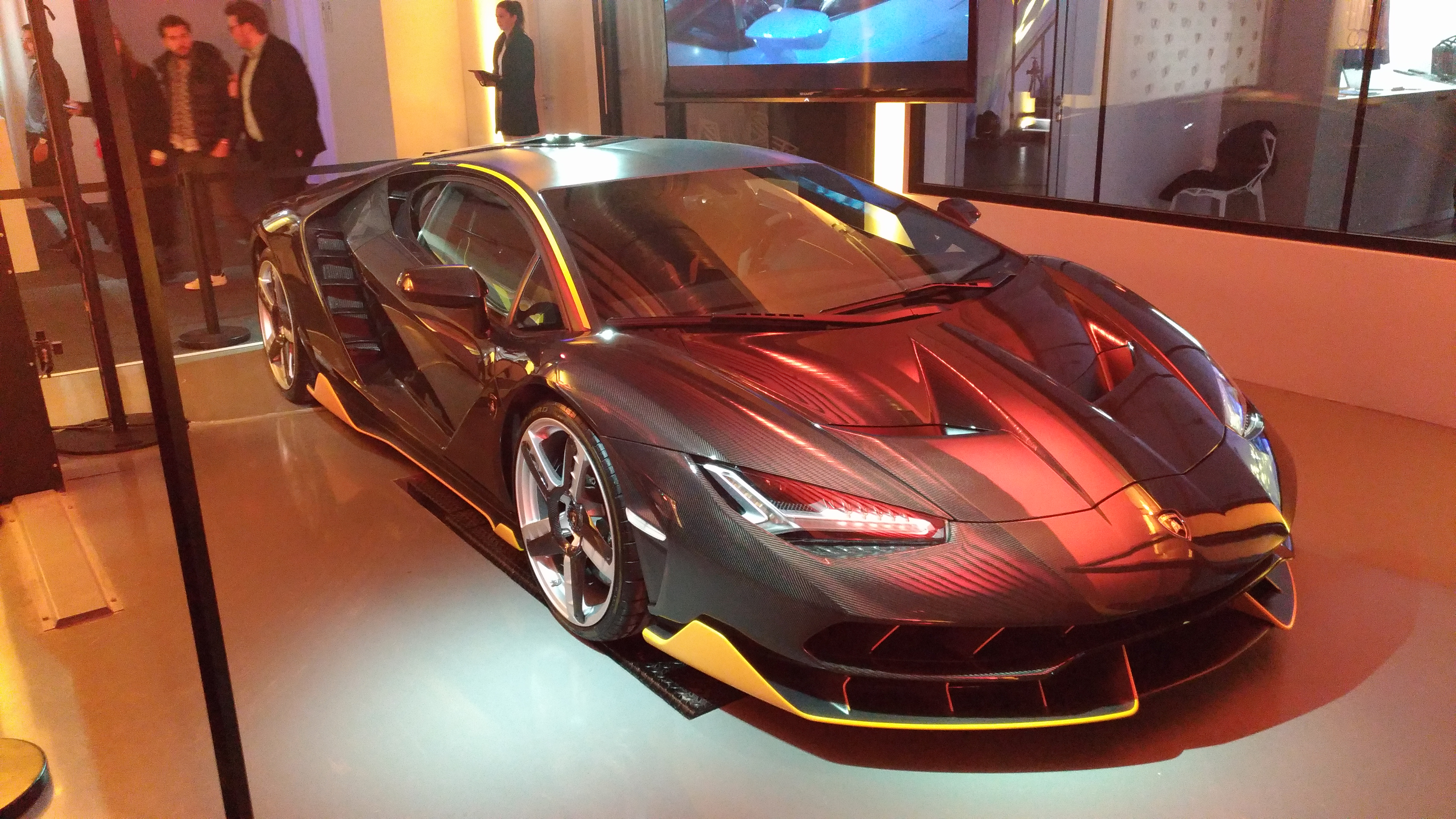
Lamborghini Centenario.

Au salon de Genève 2016, Lamborghini dévoile une étude nommée «Centenario» pour fêter le centième anniversaire du fondateur de la marque, Ferruccio Lamborghini. Dotée du V12 atmosphérique de l'Aventador boosté à 770 chevaux, elle est la remplaçante de l'exclusive Veneno, mais sera disponible en vingt coupés et vingt roadsters. En juillet 2016, la dernière Veneno Roadster sort de l'usine. La version roadster de l'étude Centenario est dévoilée le 18 août 2016 au Monterey Car Week; la plateforme reste la même que pour le coupé, mais, comme la Veneno roadster, la Centenario roadster est dépourvue de toit. L'Aventador S, version visant a remplacer l'Aventador d'origine, est présentée en décembre 2016. La carrosserie de la voiture est modifiée et le moteur gagne 40 ch.

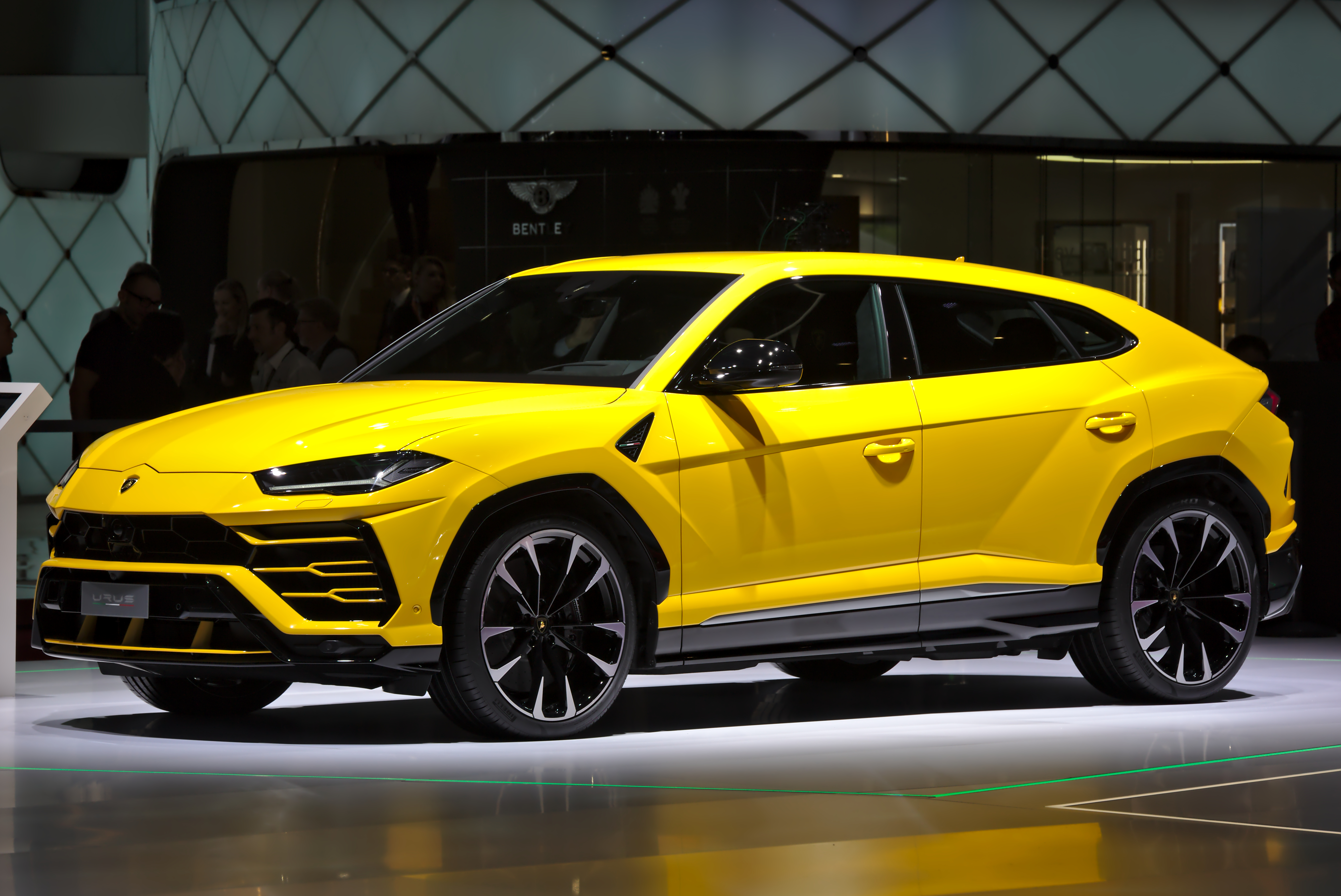
Lamborghini Urus.

En 2017, pour recevoir la production du futur SUV de la marque, l'Urus, et en prévision du doublement de sa production, Lamborghini a considérablement agrandi son usine de Sant'Agata Bolognese et a embauché près de 200 personnes. L'usine va atteindre une surface totale de 160 000 m2 d'ici à la fin de l’année 2018. 2017 marque aussi la sortie de la Huracán Performante, une version plus puissante (de 610 ch à 640 ch) et plus axée sur l'aérodynamisme avec des éléments supplémentaires comme un aileron utilisant le Forged Composites créé par la firme, ainsi que le système ALA (Aerodinamica Lamborghini Attiva, Aérodynamique Active) qui est inauguré sur ce modèle. Une version Spyder (plus légère de 35 kg comparé à la première version de la Huracán) est dévoilée en même temps que le modèle coupé.

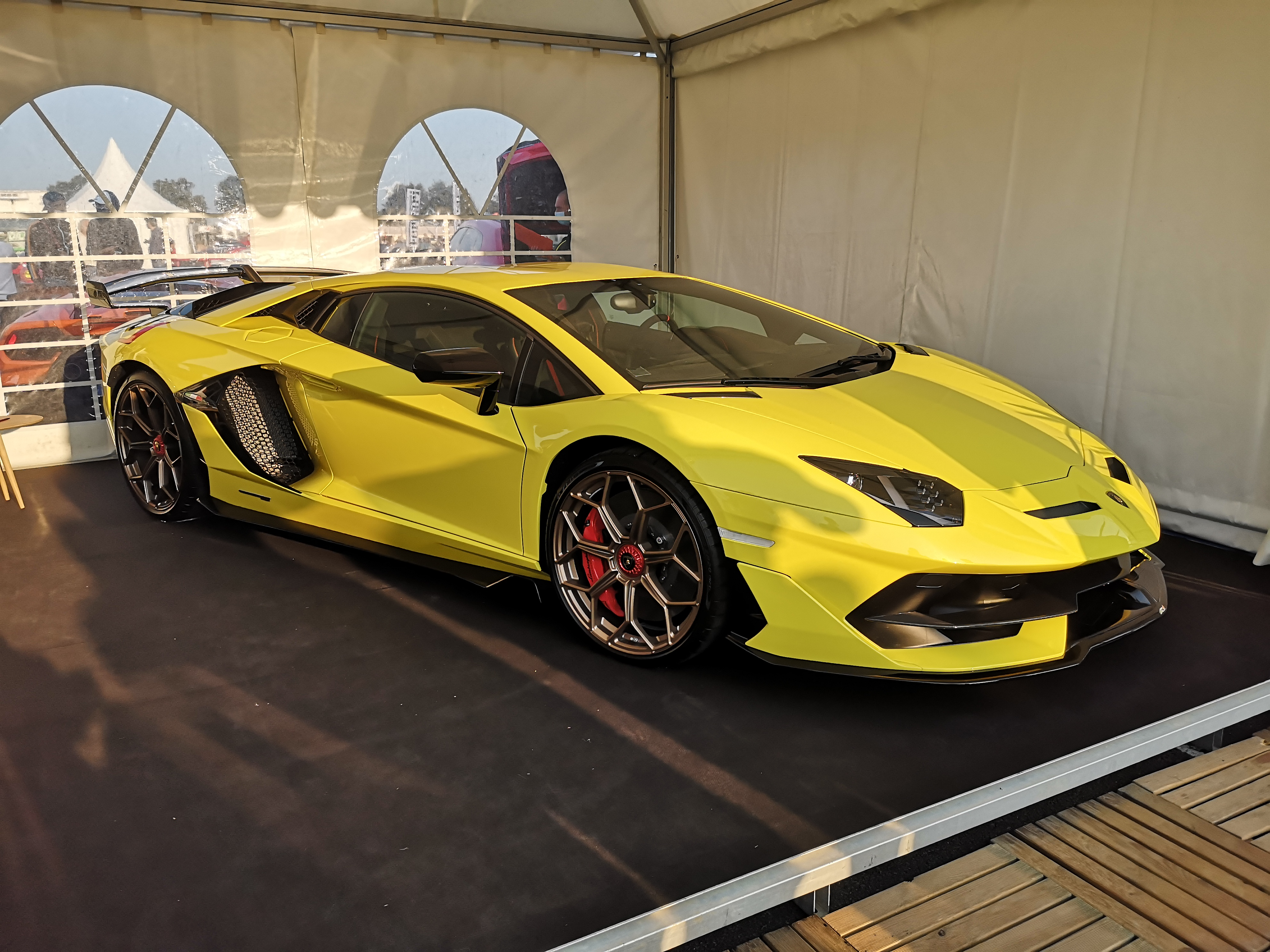
Lamborghini Aventador SVJ

En novembre 2017 à Cambridge aux États-Unis, Lamborghini présente le concept-car ultrafuturiste Terzo Millennio, créée en collaboration avec le MIT, descendante presque directe de l'Egoista, en reprenant le concept de supercar monoplace. Ce concept arbore les codes stylistiques des futurs modèles de la marque et de ce qu'on pourra voir chez Lamborghini dans les générations suivantes de supercars, selon Mitja Kombert, designer en chef de la marque. La version commerciale de l'Urus sera enfin présentée à Sant'Agata Bolognese en décembre 2017, pour être commercialisée l'année suivante.
En août 2018, l'Aventador SVJ est dévoilée. Il s'agit d'une version plus puissante que les anciennes versions de l'Aventador en atteignant 770 ch, équipée de nouveaux éléments d'aérodynamisme ainsi que du système ALA déjà présent sur la Huracán Performante. 963 exemplaires de cette voiture ont été créés, dont 63 en édition spéciale aux couleurs du chiffre 63, qui est l'année de naissance de la marque automobile. L'Aventador SVJ a été la voiture la plus rapide sur le Nürburgring avec un temps de 6 min 44 s 97. 

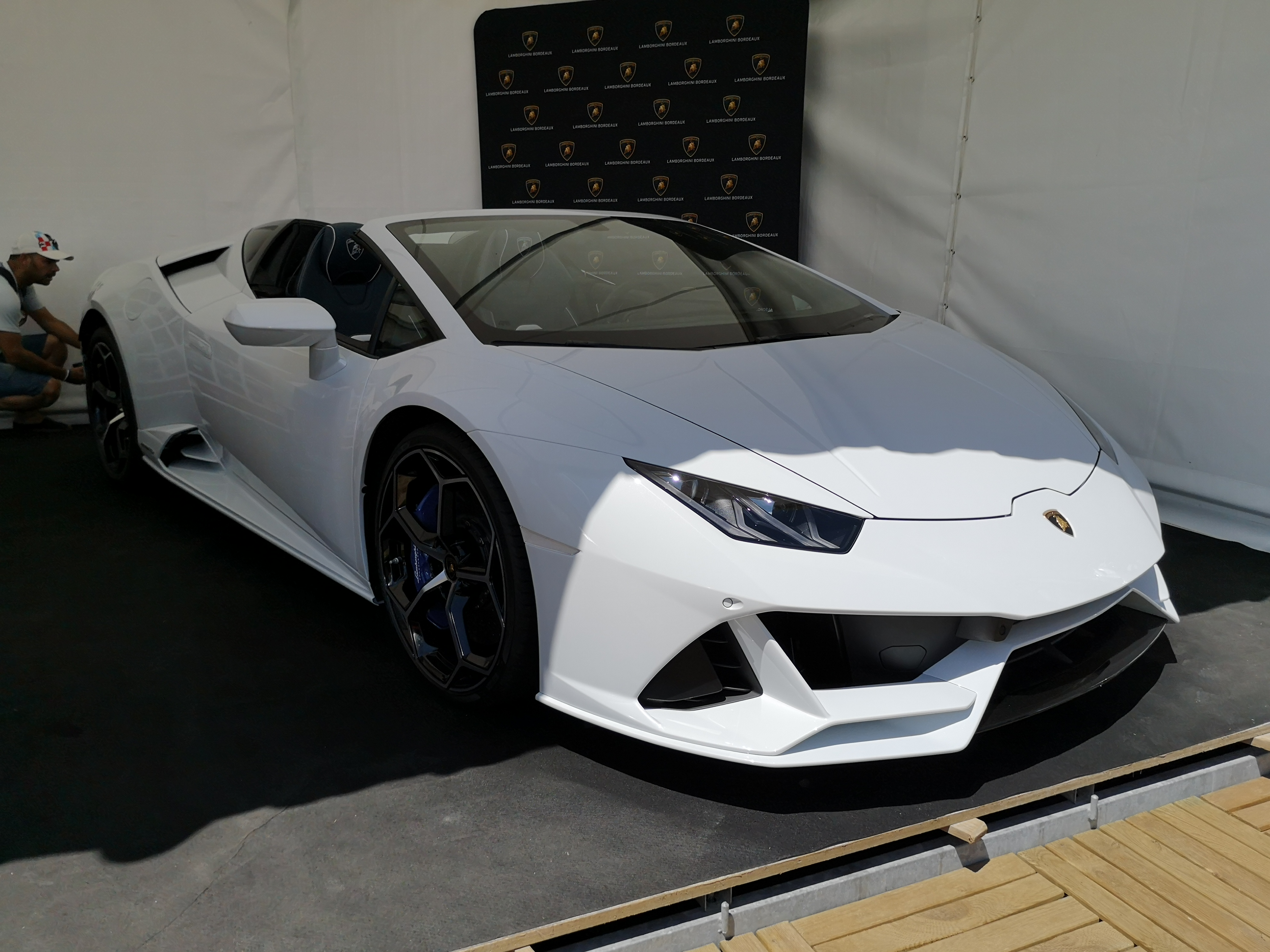
Lamborghini Huracàn Evo Spyder

2019 voit la sortie de nombreux modèles dont plusieurs exclusifs. La Huracán Evo, version restylée et plus puissante de la Huracán, est dévoilée au salon de Détroit 2019. La supercar gagne de nouveaux boucliers avant et arrière, ainsi que 30 ch supplémentaires, portant la puissance a 640 ch. Au salon de Francfort 2019, la marque dévoile la Sián FKP37, une Hypercar hybride développant 820 ch reprenant le châssis et le moteur V12 de l'Aventador SVJ. Il s'agit donc du premier modèle hybride de série de la marque. 63 exemplaires coupés et 19 exemplaires roadsters seront produits avec un début de livraison prévu pour 2020. Lamborghini présente aussi la Lambo V12 Vision Gran Turismo, faite spécialement pour le jeu vidéo Gran Turismo Sport sur Playstation 4.

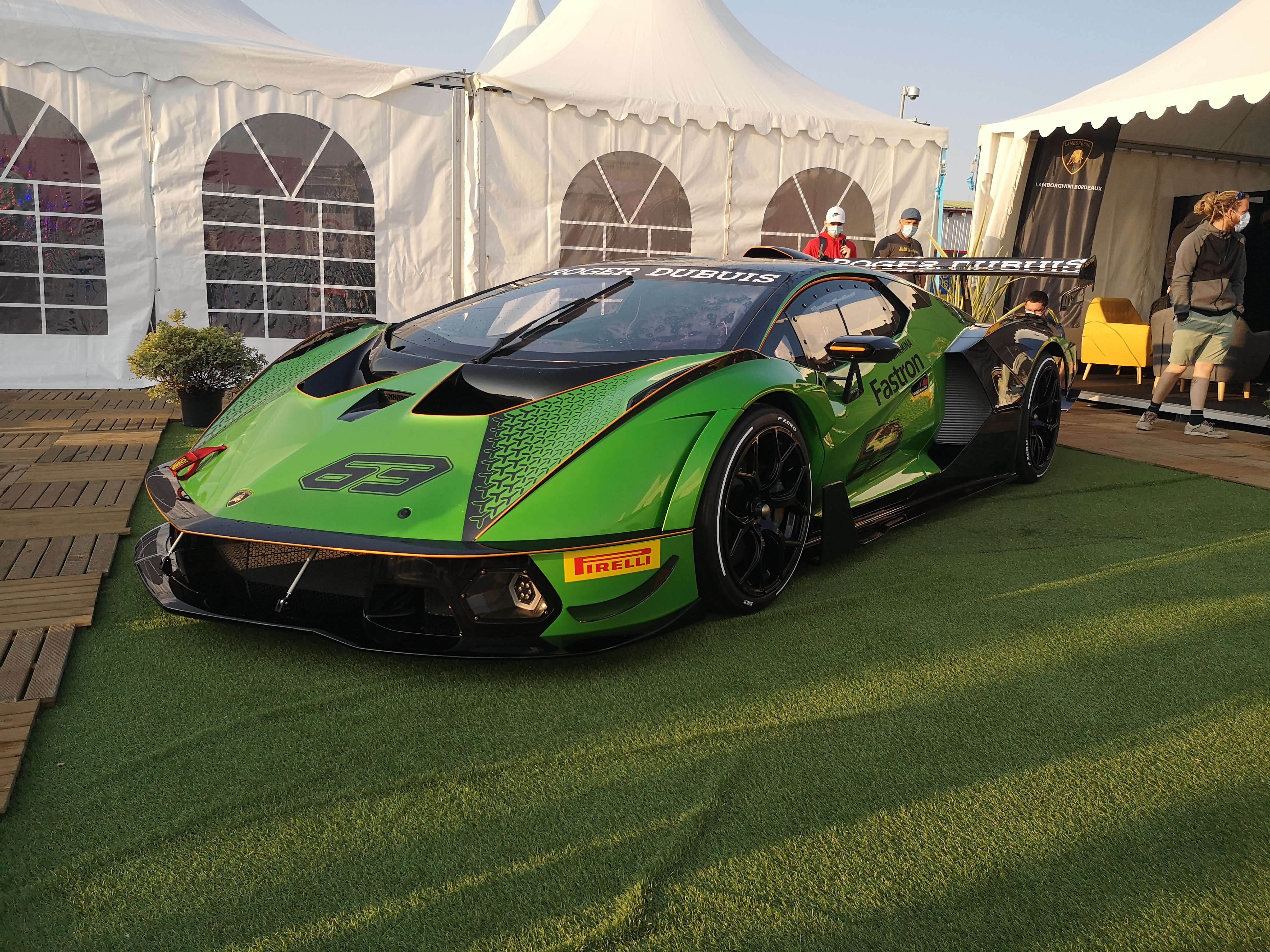
Lamborghini Essenza SCV12

La production de l'usine Lamborghini de Sant'Agata Bolognese est totalement stoppée du 13 au 25 mars 2020 en raison de l'épidémie de COVID-19 qui sévit en Italie. Le site est totalement fermé pour protéger les employés selon le PDG, Stefano Domenicalli. L'entreprise se démarquera en réalisant des masques pour le personnel des établissements hospitaliers italiens pendant le début de la pandémie. La pandémie cause aussi une baisse du nombre de véhicules vendus annuellement, pour la première fois depuis l'acquisition de la marque par Audi.
En juillet 2020, Lamborghini Squadra Corse présente l'Essenza SCV12, une voiture exclusivement réservée à la piste, avec un moteur V12 atmosphérique développant 830 ch, ce qui en fait le moteur atmosphérique Lamborghini le plus puissant à ce jour.

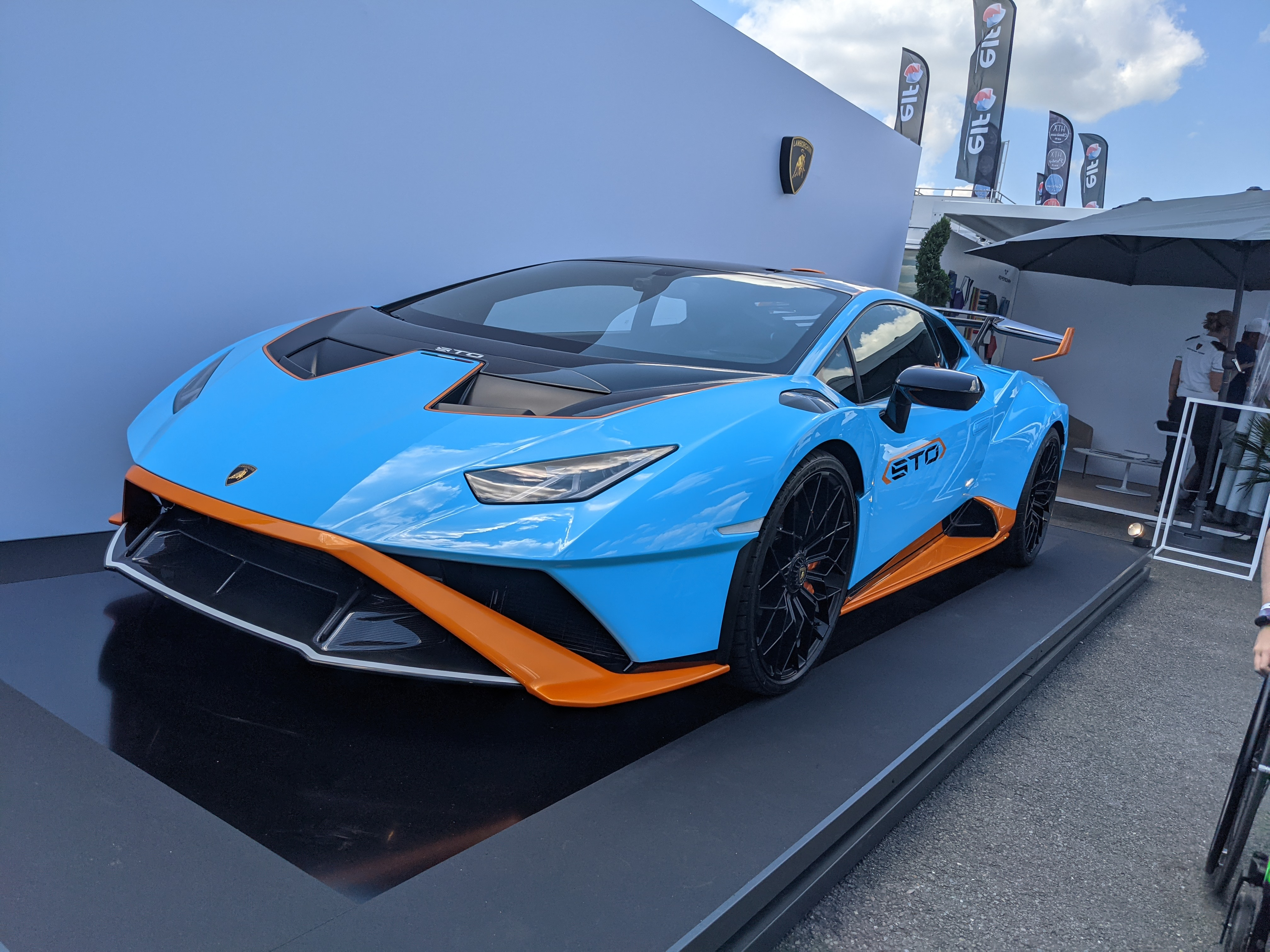
Lamborghini Huracàn STO

En novembre 2020, Lamborghini lève le voile sur la Huracán STO, une version directement dérivée de la Huracán Super Trofeo, qui développe 640 ch et possède un poids reduit (1339 kg à sec contre 1422 kg pour la Huracán Evo). Ce modèle se veut purement sportif avec des éléments d'aérodynamique directement tirés de la course automobile.
L'année 2021 voit le retour de Stephen Winkelmann à la tête de Lamborghini, alors que Stefano Domenicalli part diriger la Formule 1.
En juillet 2021, Lamborghini lève le voile sur une dernière version de l'Aventador, nommée Ultimae, qui développe 780 ch (ce qui en fait l'Aventador la plus puissante depuis la première sortie du modèle dix ans plus tôt), et arbore une carrosserie quelque peu redessinée et qui ne sera vendue qu'à 350 exemplaires en coupé et 250 en Roadster. Il s'agit probablement de l'un des derniers modèles à utiliser un V12 atmosphérique à la suite des différentes nouvelles mesures gouvernementales contre la pollution et du désir du groupe Volkswagen de rendre hybride la majorité de sa gamme. En août, Lamborghini présente la Countach LPI800-4, une version modernisée de la Countach des années 1970 à l'occasion des 50 ans du modèle. Elle est basée sur la Sián dont elle reprend le châssis et le moteur, en ajoutant une hybridation plus puissante que la Sián, qui pousse la puissance totale de la voiture à 814 ch. La livraison des premiers des 112 modèles est prévue pour le premier trimestre 2022.
Le 30 mars 2023, Lamborghini dévoile son tout nouveau modèle, la Lamborghini Revuelto. Son arrivée marque le début d'une nouvelle ère pour Lamborghini, car elle est la remplaçante de la célèbre Lamborghini Aventador, et également car la Revuelto est la première voiture hybride rechargeable de la marque. On peut y retrouver un moteur V12 atmosphérique développant 825 ch accompagné par trois moteurs électriques faisant monter la puissance totale à 1015 ch. La nouvelle ère continuera en 2024 avec la Temerario, remplacente de la Huracan, qui abandonne le moteur V10 pour adopter un moteur V8 Biturbo accompagné de trois moteurs électriques pour une puissance totale de 920 chevaux. La Huracan connaitra un dernier modèle, dévoilée au même moment que la Temerario : la Huracan STJ, version plus poussée à l'extrême de la STO, avec un nouveau jeu d'amortisseurs et des pneumatiques spéciaux. La STJ est limitée à 10 exemplaires.

## Ventes annuelles

### Export
- 1992 : arrivée officielle à Hong Kong
- 2009 : arrivée officielle au Brésil
- 2010 : arrivée officielle au Mexique
- 2012 : arrivée officielle en Russie
- 2014 : arrivée officielle en Chine

### Chiffres de vente
|                                                   |        |        |        |        |        |        |        |        |        | 1 000  |        |        |        |        |        |        |        |        |        | 2 000  |        |        |        |        |        |        |        |        |        | 3 000  |        |        |        |        |        |        |        |        |        | 4 000  |        |        |        |        |        |        |        |        |        | 5 000  |        |        |        |        |        |        |        |        |        | 6 000  |        |        |        |        |        |        |        |        |        | 7 000  |        |        |        |        |        |        |        |        |        | 8 000  |        |        |        |        |        |        |        |        |        | 9 000  |        |        |        |        |        |        |        |        |        | 10 000 |        |        |        |        |        |        |        |  |  | 11 000 |  |  |  |  |  |  |  |  |  |  |  |  |  |  |  |
| Ferruccio Lamborghini (1963–1972)                 |        |        |        |        |        |        |        |        |        |        |        |        |        |        |        |        |        |        |        |        |        |        |        |        |        |        |        |        |        |        |        |        |        |        |        |        |        |        |        |        |        |        |        |        |        |        |        |        |        |        |        |        |        |        |        |        |        |        |        |        |        |        |        |        |        |        |        |        |        |        |        |        |        |        |        |        |        |        |        |        |        |        |        |        |        |        |        |        |        |        |        |        |        |        |        |        |        |        |        |        |        |        |        |        |        |        |        |  |  |        |  |  |  |  |  |  |  |  |  |  |  |  |  |  |  |
| 1968                                              | 353    | 353    | 353    | 353    |        |        |        |        |        |        |        |        |        |        |        |        |        |        |        |        |        |        |        |        |        |        |        |        |        |        |        |        |        |        |        |        |        |        |        |        |        |        |        |        |        |        |        |        |        |        |        |        |        |        |        |        |        |        |        |        |        |        |        |        |        |        |        |        |        |        |        |        |        |        |        |        |        |        |        |        |        |        |        |        |        |        |        |        |        |        |        |        |        |        |        |        |        |        |        |        |        |        |        |        |        |        |        |  |  |        |  |  |  |  |  |  |  |  |  |  |  |  |  |  |  |
| Georges-Henri Rossetti et René Leimer (1972-1978) |        |        |        |        |        |        |        |        |        |        |        |        |        |        |        |        |        |        |        |        |        |        |        |        |        |        |        |        |        |        |        |        |        |        |        |        |        |        |        |        |        |        |        |        |        |        |        |        |        |        |        |        |        |        |        |        |        |        |        |        |        |        |        |        |        |        |        |        |        |        |        |        |        |        |        |        |        |        |        |        |        |        |        |        |        |        |        |        |        |        |        |        |        |        |        |        |        |        |        |        |        |        |        |        |        |        |        |  |  |        |  |  |  |  |  |  |  |  |  |  |  |  |  |  |  |
| Administration judiciaire (1978-1981)             |        |        |        |        |        |        |        |        |        |        |        |        |        |        |        |        |        |        |        |        |        |        |        |        |        |        |        |        |        |        |        |        |        |        |        |        |        |        |        |        |        |        |        |        |        |        |        |        |        |        |        |        |        |        |        |        |        |        |        |        |        |        |        |        |        |        |        |        |        |        |        |        |        |        |        |        |        |        |        |        |        |        |        |        |        |        |        |        |        |        |        |        |        |        |        |        |        |        |        |        |        |        |        |        |        |        |        |  |  |        |  |  |  |  |  |  |  |  |  |  |  |  |  |  |  |
| Patrick Mimran (1981-1987)                        |        |        |        |        |        |        |        |        |        |        |        |        |        |        |        |        |        |        |        |        |        |        |        |        |        |        |        |        |        |        |        |        |        |        |        |        |        |        |        |        |        |        |        |        |        |        |        |        |        |        |        |        |        |        |        |        |        |        |        |        |        |        |        |        |        |        |        |        |        |        |        |        |        |        |        |        |        |        |        |        |        |        |        |        |        |        |        |        |        |        |        |        |        |        |        |        |        |        |        |        |        |        |        |        |        |        |        |  |  |        |  |  |  |  |  |  |  |  |  |  |  |  |  |  |  |
| Chrysler Corporation (1987-1994)                  |        |        |        |        |        |        |        |        |        |        |        |        |        |        |        |        |        |        |        |        |        |        |        |        |        |        |        |        |        |        |        |        |        |        |        |        |        |        |        |        |        |        |        |        |        |        |        |        |        |        |        |        |        |        |        |        |        |        |        |        |        |        |        |        |        |        |        |        |        |        |        |        |        |        |        |        |        |        |        |        |        |        |        |        |        |        |        |        |        |        |        |        |        |        |        |        |        |        |        |        |        |        |        |        |        |        |        |  |  |        |  |  |  |  |  |  |  |  |  |  |  |  |  |  |  |
| 1991                                              | 673    | 673    | 673    | 673    | 673    | 673    | 673    |        |        |        |        |        |        |        |        |        |        |        |        |        |        |        |        |        |        |        |        |        |        |        |        |        |        |        |        |        |        |        |        |        |        |        |        |        |        |        |        |        |        |        |        |        |        |        |        |        |        |        |        |        |        |        |        |        |        |        |        |        |        |        |        |        |        |        |        |        |        |        |        |        |        |        |        |        |        |        |        |        |        |        |        |        |        |        |        |        |        |        |        |        |        |        |        |        |        |        |        |  |  |        |  |  |  |  |  |  |  |  |  |  |  |  |  |  |  |
| 1992                                              | 166    | 166    |        |        |        |        |        |        |        |        |        |        |        |        |        |        |        |        |        |        |        |        |        |        |        |        |        |        |        |        |        |        |        |        |        |        |        |        |        |        |        |        |        |        |        |        |        |        |        |        |        |        |        |        |        |        |        |        |        |        |        |        |        |        |        |        |        |        |        |        |        |        |        |        |        |        |        |        |        |        |        |        |        |        |        |        |        |        |        |        |        |        |        |        |        |        |        |        |        |        |        |        |        |        |        |        |        |  |  |        |  |  |  |  |  |  |  |  |  |  |  |  |  |  |  |
| 1993                                              | 215    | 215    |        |        |        |        |        |        |        |        |        |        |        |        |        |        |        |        |        |        |        |        |        |        |        |        |        |        |        |        |        |        |        |        |        |        |        |        |        |        |        |        |        |        |        |        |        |        |        |        |        |        |        |        |        |        |        |        |        |        |        |        |        |        |        |        |        |        |        |        |        |        |        |        |        |        |        |        |        |        |        |        |        |        |        |        |        |        |        |        |        |        |        |        |        |        |        |        |        |        |        |        |        |        |        |        |        |  |  |        |  |  |  |  |  |  |  |  |  |  |  |  |  |  |  |
| Megatech (1994-1995)                              |        |        |        |        |        |        |        |        |        |        |        |        |        |        |        |        |        |        |        |        |        |        |        |        |        |        |        |        |        |        |        |        |        |        |        |        |        |        |        |        |        |        |        |        |        |        |        |        |        |        |        |        |        |        |        |        |        |        |        |        |        |        |        |        |        |        |        |        |        |        |        |        |        |        |        |        |        |        |        |        |        |        |        |        |        |        |        |        |        |        |        |        |        |        |        |        |        |        |        |        |        |        |        |        |        |        |        |  |  |        |  |  |  |  |  |  |  |  |  |  |  |  |  |  |  |
| V'Power and Mycom Sedtco (1995-1998)              |        |        |        |        |        |        |        |        |        |        |        |        |        |        |        |        |        |        |        |        |        |        |        |        |        |        |        |        |        |        |        |        |        |        |        |        |        |        |        |        |        |        |        |        |        |        |        |        |        |        |        |        |        |        |        |        |        |        |        |        |        |        |        |        |        |        |        |        |        |        |        |        |        |        |        |        |        |        |        |        |        |        |        |        |        |        |        |        |        |        |        |        |        |        |        |        |        |        |        |        |        |        |        |        |        |        |        |  |  |        |  |  |  |  |  |  |  |  |  |  |  |  |  |  |  |
| 1996                                              | 211    | 211    |        |        |        |        |        |        |        |        |        |        |        |        |        |        |        |        |        |        |        |        |        |        |        |        |        |        |        |        |        |        |        |        |        |        |        |        |        |        |        |        |        |        |        |        |        |        |        |        |        |        |        |        |        |        |        |        |        |        |        |        |        |        |        |        |        |        |        |        |        |        |        |        |        |        |        |        |        |        |        |        |        |        |        |        |        |        |        |        |        |        |        |        |        |        |        |        |        |        |        |        |        |        |        |        |        |  |  |        |  |  |  |  |  |  |  |  |  |  |  |  |  |  |  |
| 1997                                              | 209    | 209    |        |        |        |        |        |        |        |        |        |        |        |        |        |        |        |        |        |        |        |        |        |        |        |        |        |        |        |        |        |        |        |        |        |        |        |        |        |        |        |        |        |        |        |        |        |        |        |        |        |        |        |        |        |        |        |        |        |        |        |        |        |        |        |        |        |        |        |        |        |        |        |        |        |        |        |        |        |        |        |        |        |        |        |        |        |        |        |        |        |        |        |        |        |        |        |        |        |        |        |        |        |        |        |        |        |  |  |        |  |  |  |  |  |  |  |  |  |  |  |  |  |  |  |
| Audi AG (1998-présent)                            |        |        |        |        |        |        |        |        |        |        |        |        |        |        |        |        |        |        |        |        |        |        |        |        |        |        |        |        |        |        |        |        |        |        |        |        |        |        |        |        |        |        |        |        |        |        |        |        |        |        |        |        |        |        |        |        |        |        |        |        |        |        |        |        |        |        |        |        |        |        |        |        |        |        |        |        |        |        |        |        |        |        |        |        |        |        |        |        |        |        |        |        |        |        |        |        |        |        |        |        |        |        |        |        |        |        |        |  |  |        |  |  |  |  |  |  |  |  |  |  |  |  |  |  |  |
| 1999                                              | 264    | 264    | 264    |        |        |        |        |        |        |        |        |        |        |        |        |        |        |        |        |        |        |        |        |        |        |        |        |        |        |        |        |        |        |        |        |        |        |        |        |        |        |        |        |        |        |        |        |        |        |        |        |        |        |        |        |        |        |        |        |        |        |        |        |        |        |        |        |        |        |        |        |        |        |        |        |        |        |        |        |        |        |        |        |        |        |        |        |        |        |        |        |        |        |        |        |        |        |        |        |        |        |        |        |        |        |        |        |  |  |        |  |  |  |  |  |  |  |  |  |  |  |  |  |  |  |
| 2000                                              | 291    | 291    | 291    |        |        |        |        |        |        |        |        |        |        |        |        |        |        |        |        |        |        |        |        |        |        |        |        |        |        |        |        |        |        |        |        |        |        |        |        |        |        |        |        |        |        |        |        |        |        |        |        |        |        |        |        |        |        |        |        |        |        |        |        |        |        |        |        |        |        |        |        |        |        |        |        |        |        |        |        |        |        |        |        |        |        |        |        |        |        |        |        |        |        |        |        |        |        |        |        |        |        |        |        |        |        |        |        |  |  |        |  |  |  |  |  |  |  |  |  |  |  |  |  |  |  |
| 2001                                              | 280    | 280    | 280    |        |        |        |        |        |        |        |        |        |        |        |        |        |        |        |        |        |        |        |        |        |        |        |        |        |        |        |        |        |        |        |        |        |        |        |        |        |        |        |        |        |        |        |        |        |        |        |        |        |        |        |        |        |        |        |        |        |        |        |        |        |        |        |        |        |        |        |        |        |        |        |        |        |        |        |        |        |        |        |        |        |        |        |        |        |        |        |        |        |        |        |        |        |        |        |        |        |        |        |        |        |        |        |        |  |  |        |  |  |  |  |  |  |  |  |  |  |  |  |  |  |  |
| 2002                                              | 442    | 442    | 442    | 442    |        |        |        |        |        |        |        |        |        |        |        |        |        |        |        |        |        |        |        |        |        |        |        |        |        |        |        |        |        |        |        |        |        |        |        |        |        |        |        |        |        |        |        |        |        |        |        |        |        |        |        |        |        |        |        |        |        |        |        |        |        |        |        |        |        |        |        |        |        |        |        |        |        |        |        |        |        |        |        |        |        |        |        |        |        |        |        |        |        |        |        |        |        |        |        |        |        |        |        |        |        |        |        |  |  |        |  |  |  |  |  |  |  |  |  |  |  |  |  |  |  |
| 2003                                              | 1 357  | 1 357  | 1 357  | 1 357  | 1 357  | 1 357  | 1 357  | 1 357  | 1 357  | 1 357  | 1 357  | 1 357  | 1 357  | 1 357  |        |        |        |        |        |        |        |        |        |        |        |        |        |        |        |        |        |        |        |        |        |        |        |        |        |        |        |        |        |        |        |        |        |        |        |        |        |        |        |        |        |        |        |        |        |        |        |        |        |        |        |        |        |        |        |        |        |        |        |        |        |        |        |        |        |        |        |        |        |        |        |        |        |        |        |        |        |        |        |        |        |        |        |        |        |        |        |        |        |        |        |        |        |  |  |        |  |  |  |  |  |  |  |  |  |  |  |  |  |  |  |
| 2004                                              | 1 678  | 1 678  | 1 678  | 1 678  | 1 678  | 1 678  | 1 678  | 1 678  | 1 678  | 1 678  | 1 678  | 1 678  | 1 678  | 1 678  | 1 678  | 1 678  | 1 678  |        |        |        |        |        |        |        |        |        |        |        |        |        |        |        |        |        |        |        |        |        |        |        |        |        |        |        |        |        |        |        |        |        |        |        |        |        |        |        |        |        |        |        |        |        |        |        |        |        |        |        |        |        |        |        |        |        |        |        |        |        |        |        |        |        |        |        |        |        |        |        |        |        |        |        |        |        |        |        |        |        |        |        |        |        |        |        |        |        |        |  |  |        |  |  |  |  |  |  |  |  |  |  |  |  |  |  |  |
| 2005                                              | 1 436  | 1 436  | 1 436  | 1 436  | 1 436  | 1 436  | 1 436  | 1 436  | 1 436  | 1 436  | 1 436  | 1 436  | 1 436  | 1 436  |        |        |        |        |        |        |        |        |        |        |        |        |        |        |        |        |        |        |        |        |        |        |        |        |        |        |        |        |        |        |        |        |        |        |        |        |        |        |        |        |        |        |        |        |        |        |        |        |        |        |        |        |        |        |        |        |        |        |        |        |        |        |        |        |        |        |        |        |        |        |        |        |        |        |        |        |        |        |        |        |        |        |        |        |        |        |        |        |        |        |        |        |        |  |  |        |  |  |  |  |  |  |  |  |  |  |  |  |  |  |  |
| 2006                                              | 2 095  | 2 095  | 2 095  | 2 095  | 2 095  | 2 095  | 2 095  | 2 095  | 2 095  | 2 095  | 2 095  | 2 095  | 2 095  | 2 095  | 2 095  | 2 095  | 2 095  | 2 095  | 2 095  | 2 095  | 2 095  |        |        |        |        |        |        |        |        |        |        |        |        |        |        |        |        |        |        |        |        |        |        |        |        |        |        |        |        |        |        |        |        |        |        |        |        |        |        |        |        |        |        |        |        |        |        |        |        |        |        |        |        |        |        |        |        |        |        |        |        |        |        |        |        |        |        |        |        |        |        |        |        |        |        |        |        |        |        |        |        |        |        |        |        |        |        |  |  |        |  |  |  |  |  |  |  |  |  |  |  |  |  |  |  |
| 2007                                              | 2 406  | 2 406  | 2 406  | 2 406  | 2 406  | 2 406  | 2 406  | 2 406  | 2 406  | 2 406  | 2 406  | 2 406  | 2 406  | 2 406  | 2 406  | 2 406  | 2 406  | 2 406  | 2 406  | 2 406  | 2 406  | 2 406  | 2 406  | 2 406  |        |        |        |        |        |        |        |        |        |        |        |        |        |        |        |        |        |        |        |        |        |        |        |        |        |        |        |        |        |        |        |        |        |        |        |        |        |        |        |        |        |        |        |        |        |        |        |        |        |        |        |        |        |        |        |        |        |        |        |        |        |        |        |        |        |        |        |        |        |        |        |        |        |        |        |        |        |        |        |        |        |        |        |  |  |        |  |  |  |  |  |  |  |  |  |  |  |  |  |  |  |
| 2008                                              | 2 430  | 2 430  | 2 430  | 2 430  | 2 430  | 2 430  | 2 430  | 2 430  | 2 430  | 2 430  | 2 430  | 2 430  | 2 430  | 2 430  | 2 430  | 2 430  | 2 430  | 2 430  | 2 430  | 2 430  | 2 430  | 2 430  | 2 430  | 2 430  |        |        |        |        |        |        |        |        |        |        |        |        |        |        |        |        |        |        |        |        |        |        |        |        |        |        |        |        |        |        |        |        |        |        |        |        |        |        |        |        |        |        |        |        |        |        |        |        |        |        |        |        |        |        |        |        |        |        |        |        |        |        |        |        |        |        |        |        |        |        |        |        |        |        |        |        |        |        |        |        |        |        |        |  |  |        |  |  |  |  |  |  |  |  |  |  |  |  |  |  |  |
| 2009                                              | 1 515  | 1 515  | 1 515  | 1 515  | 1 515  | 1 515  | 1 515  | 1 515  | 1 515  | 1 515  | 1 515  | 1 515  | 1 515  | 1 515  | 1 515  |        |        |        |        |        |        |        |        |        |        |        |        |        |        |        |        |        |        |        |        |        |        |        |        |        |        |        |        |        |        |        |        |        |        |        |        |        |        |        |        |        |        |        |        |        |        |        |        |        |        |        |        |        |        |        |        |        |        |        |        |        |        |        |        |        |        |        |        |        |        |        |        |        |        |        |        |        |        |        |        |        |        |        |        |        |        |        |        |        |        |        |        |  |  |        |  |  |  |  |  |  |  |  |  |  |  |  |  |  |  |
| 2010                                              | 1 302  | 1 302  | 1 302  | 1 302  | 1 302  | 1 302  | 1 302  | 1 302  | 1 302  | 1 302  | 1 302  | 1 302  | 1 302  |        |        |        |        |        |        |        |        |        |        |        |        |        |        |        |        |        |        |        |        |        |        |        |        |        |        |        |        |        |        |        |        |        |        |        |        |        |        |        |        |        |        |        |        |        |        |        |        |        |        |        |        |        |        |        |        |        |        |        |        |        |        |        |        |        |        |        |        |        |        |        |        |        |        |        |        |        |        |        |        |        |        |        |        |        |        |        |        |        |        |        |        |        |        |  |  |        |  |  |  |  |  |  |  |  |  |  |  |  |  |  |  |
| 2011                                              | 1 602  | 1 602  | 1 602  | 1 602  | 1 602  | 1 602  | 1 602  | 1 602  | 1 602  | 1 602  | 1 602  | 1 602  | 1 602  | 1 602  | 1 602  | 1 602  |        |        |        |        |        |        |        |        |        |        |        |        |        |        |        |        |        |        |        |        |        |        |        |        |        |        |        |        |        |        |        |        |        |        |        |        |        |        |        |        |        |        |        |        |        |        |        |        |        |        |        |        |        |        |        |        |        |        |        |        |        |        |        |        |        |        |        |        |        |        |        |        |        |        |        |        |        |        |        |        |        |        |        |        |        |        |        |        |        |        |        |  |  |        |  |  |  |  |  |  |  |  |  |  |  |  |  |  |  |
| 2012                                              | 2 083  | 2 083  | 2 083  | 2 083  | 2 083  | 2 083  | 2 083  | 2 083  | 2 083  | 2 083  | 2 083  | 2 083  | 2 083  | 2 083  | 2 083  | 2 083  | 2 083  | 2 083  | 2 083  | 2 083  | 2 083  |        |        |        |        |        |        |        |        |        |        |        |        |        |        |        |        |        |        |        |        |        |        |        |        |        |        |        |        |        |        |        |        |        |        |        |        |        |        |        |        |        |        |        |        |        |        |        |        |        |        |        |        |        |        |        |        |        |        |        |        |        |        |        |        |        |        |        |        |        |        |        |        |        |        |        |        |        |        |        |        |        |        |        |        |        |        |  |  |        |  |  |  |  |  |  |  |  |  |  |  |  |  |  |  |
| 2013                                              | 2 121  | 2 121  | 2 121  | 2 121  | 2 121  | 2 121  | 2 121  | 2 121  | 2 121  | 2 121  | 2 121  | 2 121  | 2 121  | 2 121  | 2 121  | 2 121  | 2 121  | 2 121  | 2 121  | 2 121  | 2 121  |        |        |        |        |        |        |        |        |        |        |        |        |        |        |        |        |        |        |        |        |        |        |        |        |        |        |        |        |        |        |        |        |        |        |        |        |        |        |        |        |        |        |        |        |        |        |        |        |        |        |        |        |        |        |        |        |        |        |        |        |        |        |        |        |        |        |        |        |        |        |        |        |        |        |        |        |        |        |        |        |        |        |        |        |        |        |  |  |        |  |  |  |  |  |  |  |  |  |  |  |  |  |  |  |
| 2014                                              | 2 530  | 2 530  | 2 530  | 2 530  | 2 530  | 2 530  | 2 530  | 2 530  | 2 530  | 2 530  | 2 530  | 2 530  | 2 530  | 2 530  | 2 530  | 2 530  | 2 530  | 2 530  | 2 530  | 2 530  | 2 530  | 2 530  | 2 530  | 2 530  | 2 530  |        |        |        |        |        |        |        |        |        |        |        |        |        |        |        |        |        |        |        |        |        |        |        |        |        |        |        |        |        |        |        |        |        |        |        |        |        |        |        |        |        |        |        |        |        |        |        |        |        |        |        |        |        |        |        |        |        |        |        |        |        |        |        |        |        |        |        |        |        |        |        |        |        |        |        |        |        |        |        |        |        |        |  |  |        |  |  |  |  |  |  |  |  |  |  |  |  |  |  |  |
| 2015                                              | 3 245  | 3 245  | 3 245  | 3 245  | 3 245  | 3 245  | 3 245  | 3 245  | 3 245  | 3 245  | 3 245  | 3 245  | 3 245  | 3 245  | 3 245  | 3 245  | 3 245  | 3 245  | 3 245  | 3 245  | 3 245  | 3 245  | 3 245  | 3 245  | 3 245  | 3 245  | 3 245  | 3 245  | 3 245  | 3 245  | 3 245  | 3 245  |        |        |        |        |        |        |        |        |        |        |        |        |        |        |        |        |        |        |        |        |        |        |        |        |        |        |        |        |        |        |        |        |        |        |        |        |        |        |        |        |        |        |        |        |        |        |        |        |        |        |        |        |        |        |        |        |        |        |        |        |        |        |        |        |        |        |        |        |        |        |        |        |        |        |        |  |  |        |  |  |  |  |  |  |  |  |  |  |  |  |  |  |  |
| 2016                                              | 3 457  | 3 457  | 3 457  | 3 457  | 3 457  | 3 457  | 3 457  | 3 457  | 3 457  | 3 457  | 3 457  | 3 457  | 3 457  | 3 457  | 3 457  | 3 457  | 3 457  | 3 457  | 3 457  | 3 457  | 3 457  | 3 457  | 3 457  | 3 457  | 3 457  | 3 457  | 3 457  | 3 457  | 3 457  | 3 457  | 3 457  | 3 457  | 3 457  | 3 457  | 3 457  |        |        |        |        |        |        |        |        |        |        |        |        |        |        |        |        |        |        |        |        |        |        |        |        |        |        |        |        |        |        |        |        |        |        |        |        |        |        |        |        |        |        |        |        |        |        |        |        |        |        |        |        |        |        |        |        |        |        |        |        |        |        |        |        |        |        |        |        |        |        |        |        |  |  |        |  |  |  |  |  |  |  |  |  |  |  |  |  |  |  |
| 2017                                              | 3 815  | 3 815  | 3 815  | 3 815  | 3 815  | 3 815  | 3 815  | 3 815  | 3 815  | 3 815  | 3 815  | 3 815  | 3 815  | 3 815  | 3 815  | 3 815  | 3 815  | 3 815  | 3 815  | 3 815  | 3 815  | 3 815  | 3 815  | 3 815  | 3 815  | 3 815  | 3 815  | 3 815  | 3 815  | 3 815  | 3 815  | 3 815  | 3 815  | 3 815  | 3 815  | 3 815  | 3 815  | 3 815  |        |        |        |        |        |        |        |        |        |        |        |        |        |        |        |        |        |        |        |        |        |        |        |        |        |        |        |        |        |        |        |        |        |        |        |        |        |        |        |        |        |        |        |        |        |        |        |        |        |        |        |        |        |        |        |        |        |        |        |        |        |        |        |        |        |        |        |        |        |  |  |        |  |  |  |  |  |  |  |  |  |  |  |  |  |  |  |
| 2018                                              | 5 750  | 5 750  | 5 750  | 5 750  | 5 750  | 5 750  | 5 750  | 5 750  | 5 750  | 5 750  | 5 750  | 5 750  | 5 750  | 5 750  | 5 750  | 5 750  | 5 750  | 5 750  | 5 750  | 5 750  | 5 750  | 5 750  | 5 750  | 5 750  | 5 750  | 5 750  | 5 750  | 5 750  | 5 750  | 5 750  | 5 750  | 5 750  | 5 750  | 5 750  | 5 750  | 5 750  | 5 750  | 5 750  | 5 750  | 5 750  | 5 750  | 5 750  | 5 750  | 5 750  | 5 750  | 5 750  | 5 750  | 5 750  | 5 750  | 5 750  | 5 750  | 5 750  | 5 750  | 5 750  | 5 750  | 5 750  | 5 750  | 5 750  |        |        |        |        |        |        |        |        |        |        |        |        |        |        |        |        |        |        |        |        |        |        |        |        |        |        |        |        |        |        |        |        |        |        |        |        |        |        |        |        |        |        |        |        |        |        |        |        |        |  |  |        |  |  |  |  |  |  |  |  |  |  |  |  |  |  |  |
| 2019                                              | 8 205  | 8 205  | 8 205  | 8 205  | 8 205  | 8 205  | 8 205  | 8 205  | 8 205  | 8 205  | 8 205  | 8 205  | 8 205  | 8 205  | 8 205  | 8 205  | 8 205  | 8 205  | 8 205  | 8 205  | 8 205  | 8 205  | 8 205  | 8 205  | 8 205  | 8 205  | 8 205  | 8 205  | 8 205  | 8 205  | 8 205  | 8 205  | 8 205  | 8 205  | 8 205  | 8 205  | 8 205  | 8 205  | 8 205  | 8 205  | 8 205  | 8 205  | 8 205  | 8 205  | 8 205  | 8 205  | 8 205  | 8 205  | 8 205  | 8 205  | 8 205  | 8 205  | 8 205  | 8 205  | 8 205  | 8 205  | 8 205  | 8 205  | 8 205  | 8 205  | 8 205  | 8 205  | 8 205  | 8 205  | 8 205  | 8 205  | 8 205  | 8 205  | 8 205  | 8 205  | 8 205  | 8 205  | 8 205  | 8 205  | 8 205  | 8 205  | 8 205  | 8 205  | 8 205  | 8 205  | 8 205  | 8 205  |        |        |        |        |        |        |        |        |        |        |        |        |        |        |        |        |        |        |        |        |        |        |        |        |        |  |  |        |  |  |  |  |  |  |  |  |  |  |  |  |  |  |  |
| 2020                                              | 7 430  | 7 430  | 7 430  | 7 430  | 7 430  | 7 430  | 7 430  | 7 430  | 7 430  | 7 430  | 7 430  | 7 430  | 7 430  | 7 430  | 7 430  | 7 430  | 7 430  | 7 430  | 7 430  | 7 430  | 7 430  | 7 430  | 7 430  | 7 430  | 7 430  | 7 430  | 7 430  | 7 430  | 7 430  | 7 430  | 7 430  | 7 430  | 7 430  | 7 430  | 7 430  | 7 430  | 7 430  | 7 430  | 7 430  | 7 430  | 7 430  | 7 430  | 7 430  | 7 430  | 7 430  | 7 430  | 7 430  | 7 430  | 7 430  | 7 430  | 7 430  | 7 430  | 7 430  | 7 430  | 7 430  | 7 430  | 7 430  | 7 430  | 7 430  | 7 430  | 7 430  | 7 430  | 7 430  | 7 430  | 7 430  | 7 430  | 7 430  | 7 430  | 7 430  | 7 430  | 7 430  | 7 430  | 7 430  | 7 430  |        |        |        |        |        |        |        |        |        |        |        |        |        |        |        |        |        |        |        |        |        |        |        |        |        |        |        |        |        |        |        |        |        |  |  |        |  |  |  |  |  |  |  |  |  |  |  |  |  |  |  |
| 2021                                              | 8 405  | 8 405  | 8 405  | 8 405  | 8 405  | 8 405  | 8 405  | 8 405  | 8 405  | 8 405  | 8 405  | 8 405  | 8 405  | 8 405  | 8 405  | 8 405  | 8 405  | 8 405  | 8 405  | 8 405  | 8 405  | 8 405  | 8 405  | 8 405  | 8 405  | 8 405  | 8 405  | 8 405  | 8 405  | 8 405  | 8 405  | 8 405  | 8 405  | 8 405  | 8 405  | 8 405  | 8 405  | 8 405  | 8 405  | 8 405  | 8 405  | 8 405  | 8 405  | 8 405  | 8 405  | 8 405  | 8 405  | 8 405  | 8 405  | 8 405  | 8 405  | 8 405  | 8 405  | 8 405  | 8 405  | 8 405  | 8 405  | 8 405  | 8 405  | 8 405  | 8 405  | 8 405  | 8 405  | 8 405  | 8 405  | 8 405  | 8 405  | 8 405  | 8 405  | 8 405  | 8 405  | 8 405  | 8 405  | 8 405  | 8 405  | 8 405  | 8 405  | 8 405  | 8 405  | 8 405  | 8 405  | 8 405  | 8 405  | 8 405  |        |        |        |        |        |        |        |        |        |        |        |        |        |        |        |        |        |        |        |        |        |        |        |  |  |        |  |  |  |  |  |  |  |  |  |  |  |  |  |  |  |
| 2022                                              | 9 233  | 9 233  | 9 233  | 9 233  | 9 233  | 9 233  | 9 233  | 9 233  | 9 233  | 9 233  | 9 233  | 9 233  | 9 233  | 9 233  | 9 233  | 9 233  | 9 233  | 9 233  | 9 233  | 9 233  | 9 233  | 9 233  | 9 233  | 9 233  | 9 233  | 9 233  | 9 233  | 9 233  | 9 233  | 9 233  | 9 233  | 9 233  | 9 233  | 9 233  | 9 233  | 9 233  | 9 233  | 9 233  | 9 233  | 9 233  | 9 233  | 9 233  | 9 233  | 9 233  | 9 233  | 9 233  | 9 233  | 9 233  | 9 233  | 9 233  | 9 233  | 9 233  | 9 233  | 9 233  | 9 233  | 9 233  | 9 233  | 9 233  | 9 233  | 9 233  | 9 233  | 9 233  | 9 233  | 9 233  | 9 233  | 9 233  | 9 233  | 9 233  | 9 233  | 9 233  | 9 233  | 9 233  | 9 233  | 9 233  | 9 233  | 9 233  | 9 233  | 9 233  | 9 233  | 9 233  | 9 233  | 9 233  | 9 233  | 9 233  | 9 233  | 9 233  | 9 233  | 9 233  | 9 233  | 9 233  | 9 233  | 9 233  | 9 233  |        |        |        |        |        |        |        |        |        |        |        |        |        |        |  |  |        |  |  |  |  |  |  |  |  |  |  |  |  |  |  |  |
| 2023                                              | 10 112 | 10 112 | 10 112 | 10 112 | 10 112 | 10 112 | 10 112 | 10 112 | 10 112 | 10 112 | 10 112 | 10 112 | 10 112 | 10 112 | 10 112 | 10 112 | 10 112 | 10 112 | 10 112 | 10 112 | 10 112 | 10 112 | 10 112 | 10 112 | 10 112 | 10 112 | 10 112 | 10 112 | 10 112 | 10 112 | 10 112 | 10 112 | 10 112 | 10 112 | 10 112 | 10 112 | 10 112 | 10 112 | 10 112 | 10 112 | 10 112 | 10 112 | 10 112 | 10 112 | 10 112 | 10 112 | 10 112 | 10 112 | 10 112 | 10 112 | 10 112 | 10 112 | 10 112 | 10 112 | 10 112 | 10 112 | 10 112 | 10 112 | 10 112 | 10 112 | 10 112 | 10 112 | 10 112 | 10 112 | 10 112 | 10 112 | 10 112 | 10 112 | 10 112 | 10 112 | 10 112 | 10 112 | 10 112 | 10 112 | 10 112 | 10 112 | 10 112 | 10 112 | 10 112 | 10 112 | 10 112 | 10 112 | 10 112 | 10 112 | 10 112 | 10 112 | 10 112 | 10 112 | 10 112 | 10 112 | 10 112 | 10 112 | 10 112 | 10 112 | 10 112 | 10 112 | 10 112 | 10 112 | 10 112 | 10 112 | 10 112 | 10 112 | 10 112 |        |        |        |        |  |  |        |  |  |  |  |  |  |  |  |  |  |  |  |  |  |  |
| 2024                                              | 10 687 | 10 687 | 10 687 | 10 687 | 10 687 | 10 687 | 10 687 | 10 687 | 10 687 | 10 687 | 10 687 | 10 687 | 10 687 | 10 687 | 10 687 | 10 687 | 10 687 | 10 687 | 10 687 | 10 687 | 10 687 | 10 687 | 10 687 | 10 687 | 10 687 | 10 687 | 10 687 | 10 687 | 10 687 | 10 687 | 10 687 | 10 687 | 10 687 | 10 687 | 10 687 | 10 687 | 10 687 | 10 687 | 10 687 | 10 687 | 10 687 | 10 687 | 10 687 | 10 687 | 10 687 | 10 687 | 10 687 | 10 687 | 10 687 | 10 687 | 10 687 | 10 687 | 10 687 | 10 687 | 10 687 | 10 687 | 10 687 | 10 687 | 10 687 | 10 687 | 10 687 | 10 687 | 10 687 | 10 687 | 10 687 | 10 687 | 10 687 | 10 687 | 10 687 | 10 687 | 10 687 | 10 687 | 10 687 | 10 687 | 10 687 | 10 687 | 10 687 | 10 687 | 10 687 | 10 687 | 10 687 | 10 687 | 10 687 | 10 687 | 10 687 | 10 687 | 10 687 | 10 687 | 10 687 | 10 687 | 10 687 | 10 687 | 10 687 | 10 687 | 10 687 | 10 687 | 10 687 | 10 687 | 10 687 | 10 687 | 10 687 | 10 687 | 10 687 | 10 687 | 10 687 | 10 687 | 10 687 |  |  |        |  |  |  |  |  |  |  |  |  |  |  |  |  |  |  |

L'année 2003 est particulièrement profitable puisque le nombre de Lamborghini vendues est grimpé de 442 à 1 357. Cette hausse de près de 210 % s'explique par l'arrivée cette même année de la Gallardo, la plus petite et la plus abordable des Lamborghini de la gamme.
La crise subie par le secteur automobile n'épargne pas la marque, puisque ses ventes ont timidement augmenté de 1 % pour atteindre 2 430 exemplaires vendus en 2008 puis ont brutalement chuté de près de 40 % en 2009 à seulement 1 515 exemplaires. Le marché américain, l'un des principaux pour Lamborghini, a en effet, connu une baisse significative de 20,3 % en 2008 (résultat de la crise financière des subprimes), baisse compensée dans un premier temps par la hausse des marchés étrangers tels que la Chine (157 %) ou encore le Moyen-Orient (66 %).
En 2014, Lamborghini bat son record de ventes avec 2 530 exemplaires vendus. Les années 2015 et 2016 voient partir plus de 3 000 voitures. En 2017, sur les 3 815 ventes, 70 % des modèles commercialisés sont des Huracán (2 642), le complément étant principalement représenté par l'Aventador.
L'année 2018 est l'année de tous les records de vente grâce au SUV Lamborghini Urus, celui-ci pouvant être produit à 3 500 exemplaires par an, et ainsi doubler la production totale de Lamborghini. Ainsi, en 2018, la marque a vendu 5 750 véhicules, soit 51 % de plus que l'année précédente. L'Urus a représenté près d'un tiers des ventes du constructeur dès sa première année avec 1 761 unités, juste derrière l'Huracán (2 780), alors que les ventes de l'Aventador se maintiennent à 1 209 véhicules.
Avec l'augmentation des cadences de production de l'Urus, Lamborghini a plus que doublé ses ventes en seulement deux ans, passant de 3 815 véhicules en 2017 à 8 205 véhicules produits en 2019. L'Urus représente à lui seul 4 962 unités soit l'équivalent de 86 % de la production de l'année précédente, qui constituait déjà un record pour Lamborghini.
Pour la première fois de son histoire, Lamborghini vend plus de 10 000 véhicules en 2023.

## Identité de Lamborghini
Le monde des taureaux de combat et de la corrida est une part importante de l'identité de Lamborghini. En 1962, Ferruccio Lamborghini visite le ranch de l'éleveur de toros bravos Don Eduardo Miura à Séville. Lamborghini, dont le signe astrologique est d'ailleurs un taureau, est si impressionné par l'élevage de Miura qu'il décide d'adopter la figure d'un taureau de combat comme emblème pour son entreprise automobile récemment créée. Le logo représente à l'origine un taureau sable sur fond rouge et blanc, couleurs choisies semble-t-il en raison de la ville de Sant-Agata. Par la suite, Ferruccio Lamborghini modifie le blason et opte pour un taureau or sur fond noir. On le soupçonne d'avoir voulu rivaliser avec le cheval noir sur fond jaune de Ferrari.
Après avoir produit deux modèles désignés par des caractères alphanumériques, Lamborghini cherche à nouveau l'inspiration dans ce milieu ; Don Eduardo Miura fut très fier d'apprendre la décision de Lamborghini de donner son nom à une de ses automobiles. D'ailleurs, la quatrième Miura produite lui fut personnellement dévoilée dans son ranch à Séville,. Par la suite, Lamborghini continue de s'inspirer de la tauromachie : l'Islero reprend le nom du taureau de Don Eduardo Miura, célèbre pour avoir tué le torero Manolete en 1947 ; « Espada » est le mot espagnol pour l'« épée », parfois utilisé pour désigner le torero lui-même. Le nom « Jarama » possède quant à lui une double signification spéciale puisqu'il désigne à la fois la région historique de la corrida en Espagne, mais également le circuit permanent du Jarama.
On trouve également le modèle Gallardo, un personnage de torero au destin tragique crée par le romancier Blasco Ibanez (et inspiré de la vie de l'authentique torero Manuel Garcia Cuesta dit El Espartero), dont le livre Sangre Y arena a été maintes fois adapté au cinéma (titre français Arènes sanglanres), Murcielago (un célèbre  taureau de combat qui encaissa pas moins de 24 coups d'épée et, fait rarissime, fut gracié par le matador et remis à la ganaderia Miura, ou encore Urus - Ure en français - animal préhistorique ancêtre du taureau.
En 1974, Lamborghini rompt avec la tradition en nommant la Countach, non pas pour évoquer un taureau, mais pour « Countach ! » (prononcé [kunt?t?]), une exclamation de surprise utilisée par les hommes piémontais en apercevant une belle femme. La légende veut que le carrossier Nuccio Bertone ait prononcé le mot de surprise quand il a posé les yeux sur le prototype Countach. Hormis la LM002, les modèles Murciélago, Gallardo, Reventón, Aventador, etc., perpétuent la tradition.

Logo originel 1962-1998
Ancien logo 1998-2024
Logo actuel 2024-

## Automobiles Lamborghini

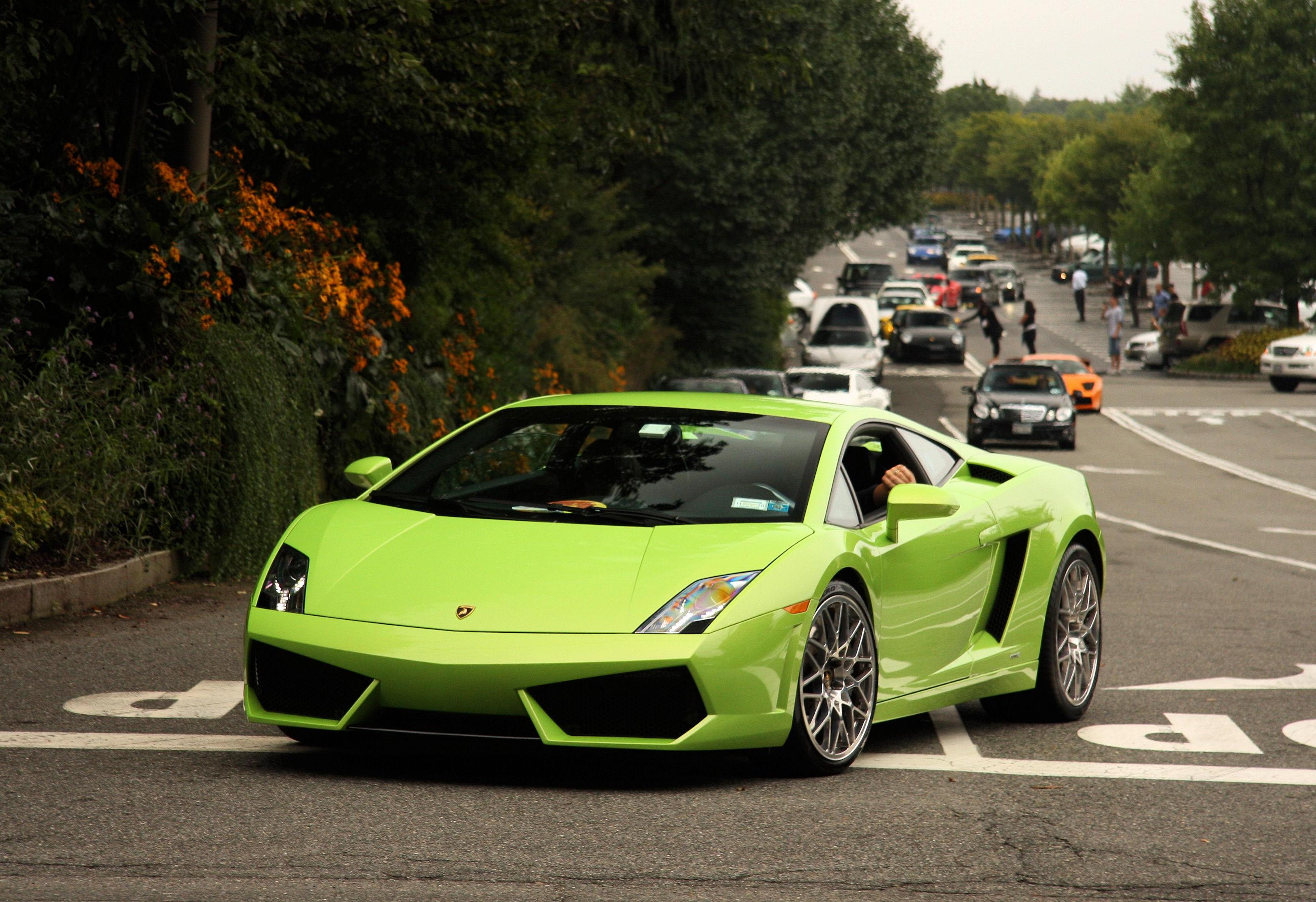
Lamborghini Gallardo LP560-4.

### Automobiles de tourisme
Hormis quelques rares exceptions telles que le 4x4 LM002, la gamme Lamborghini est exclusivement composée de « super-sportives » de prestige : des automobiles propulsées par un moteur V8, V10 ou V12 d'une puissance dépassant les 200 ch. Les premiers modèles Lamborghini sont généralement des modèles quatre-places tandis que les dernières créations de la marque sont exclusivement des coupés 2-portes, 2-places. Par ailleurs, Lamborghini opte depuis 2006 pour une position longitudinale arrière LP (pour « longitudinal posterior ») du moteur.
En 2009, la gamme du constructeur se compose de la Murciélago LP640 et de ses déclinaisons roadster et « SV », ainsi que de la Gallardo LP560-4 et LP560-4 Spyder. Une version Limited-Edition de cette dernière automobile, dénommée « Valentino Balboni (en) » du nom du pilote essayeur de Lamborghini, fait également son apparition en 2010, puis intègre la gamme courant 2011.

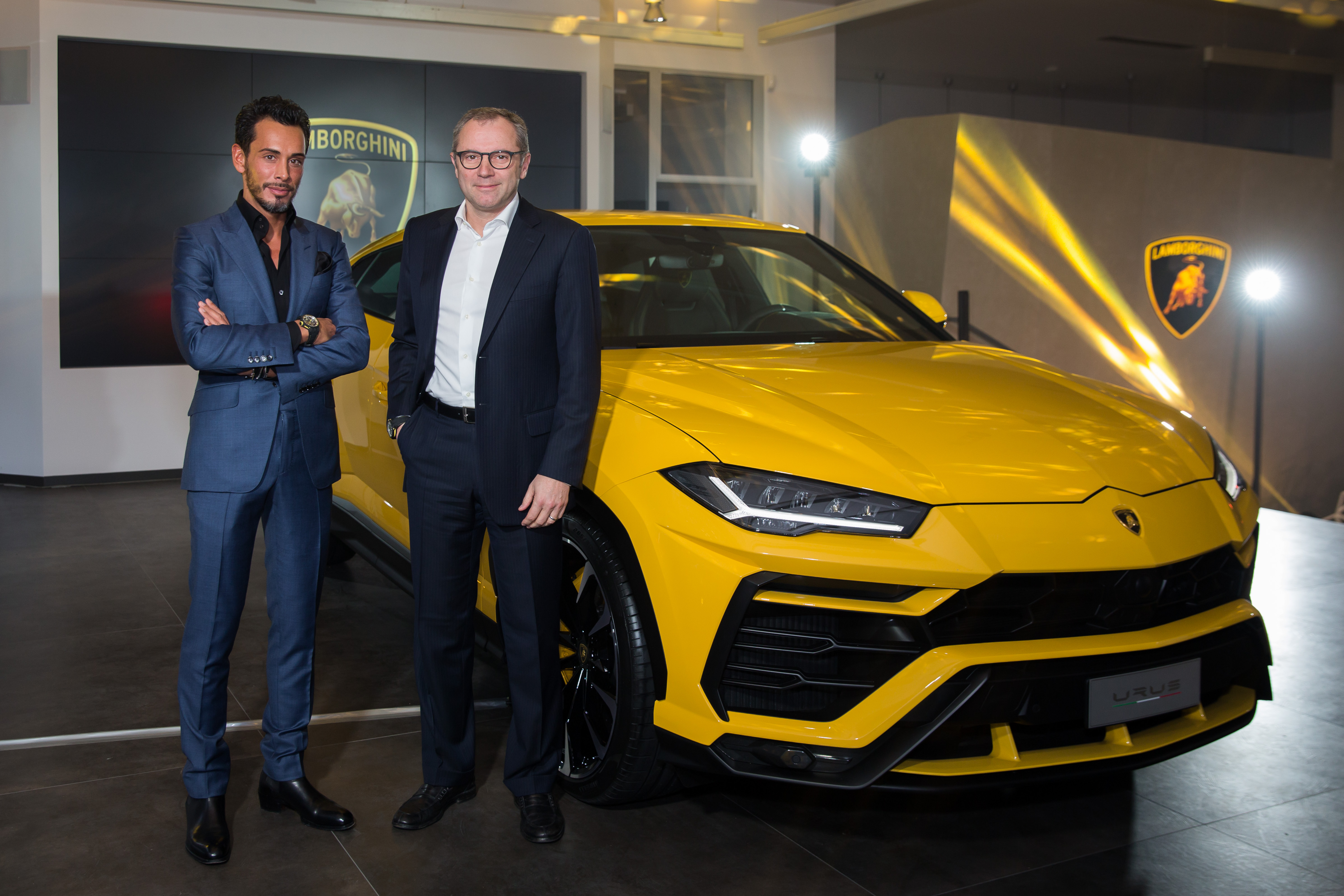
Stefano Domenicali (à droite), PDG de Lamborghini (2018).

Le 4 décembre 2017, Lamborghini présente son premier SUV nommé Urus, décrit comme un SSUV (Super Sports Utility Vehicle), avec « des performances sans précédent » selon Stefano Domenicali, PDG de la marque.
En 2021, Lamborghini relance le nom Countach avec la Countach LPI 800-4 produite à 112 exemplaires.

### Concept cars

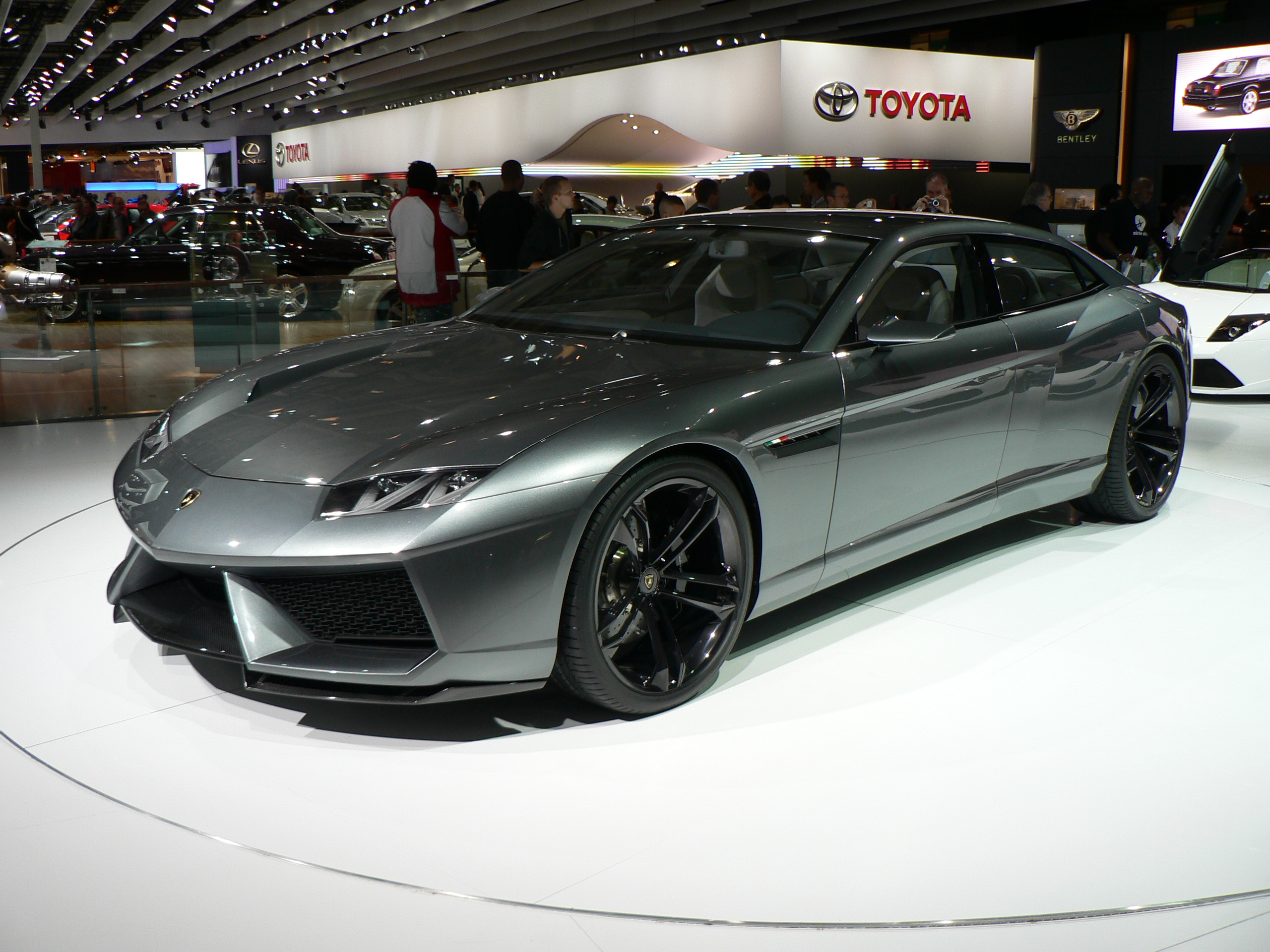
Le concept-car Estoque au Mondial de l'automobile de Paris 2008.

Tout au long de son histoire, Lamborghini a imaginé et présenté de nombreux concept cars, dont le premier est apparu en 1963, la 350 GTV. D'autres concepts tout aussi célèbres se sont succédé tels les Lamborghini Marzal (1967), Bravo (1974) et Athon (1980) carrossés par Bertone.
Une Lamborghini Miura Concept, première création du designer en chef Walter de Silva, est présentée en 2006. S'il est bien une célébration de l'histoire de Lamborghini, Stephan Winkelmann, président de Lamborghini, explique que le concept ne pourrait être mis en production, car le design rétro n'est pas dans l'esprit de la marque.
Présentée au Mondial de Paris 2008, l'Estoque est une berline quatre-portes et la première quatre-places depuis l'Espada de 1968. Elle ne sera jamais produite.

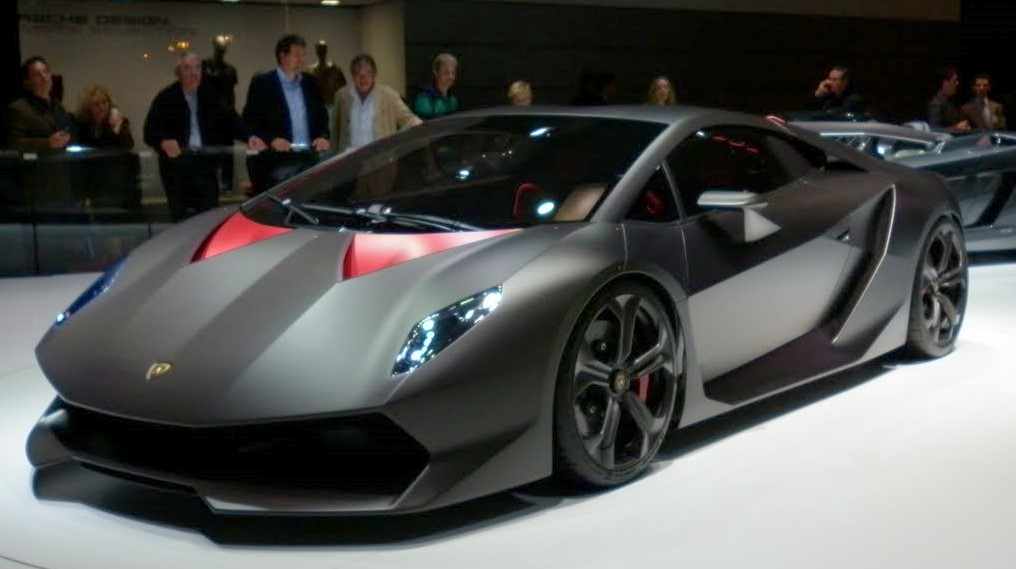
Le concept car Sesto Elemento au Mondial de l'automobile de Paris 2010.

La Sesto Elemento, présentée au Mondial de Paris 2010 est initialement un concept car. Il préfigure non seulement la nouvelle orientation stylistique de la marque, mais illustre également l'implication de Lamborghini dans la recherche et le travail sur la fibre de carbone, et sa volonté d'alléger au maximum ses futurs modèles. Grâce à l'utilisation intensive de ce matériau, la Sesto Elemento ne pèse que 999 kg. Fort de son succès, Lamborghini a annoncé une production en petite série (vingt exemplaires) durant le salon de l'automobile de Francfort 2011.
Fort de ces expériences stylistiques précédentes, Lamborghini présente l'Aventador J, une évolution de son Aventador fraîchement sortie, au salon de Genève 2012. Sans toit et sans pare-brise, cet unique exemplaire est aussitôt acquis par un acheteur mystère, pour un montant d'environ 2 millions d'euros.
Lamborghini présente la Veneno au salon de Genève 2013 (« venin » en français) entièrement réalisée en fibre de carbone, qui n'est pas exactement un concept car mais pas non plus un véhicule de série, car elle ne sera produite qu'à trois exemplaires, vendus chacun 3,6 millions d'euros. Comme l'Aventador J, elle représente une vitrine technologique pour Lamborghini. Basée sur l'Aventador de série, elle en reprend la cellule centrale et le V12, porté ici à 740 ch.

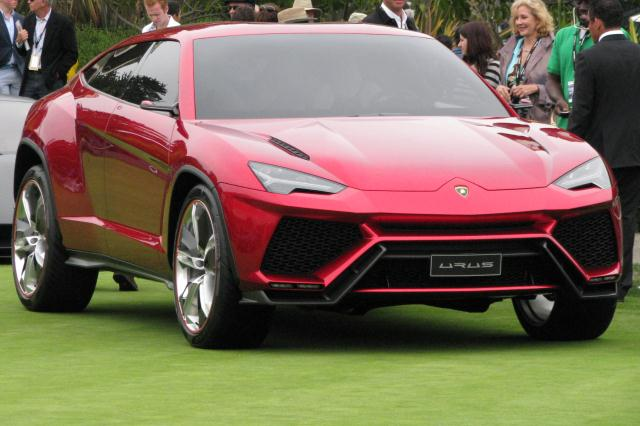
Lamborghini Urus Concept

L'Urus Concept est un concept car SUV conçu par Lamborghini et dévoilé au Salon automobile de Pékin le 23 avril 2012. Il annonce l'arrivée du SUV Lamborghini Urus de série en 2018.
En mai 2013, la Lamborghini Egoista (« égoïste ») est présentée pour le cinquantième anniversaire de la marque, il s'agit d'une monoplace au look d'avion furtif dotée d'un V10 développant 600 chevaux. Comme la Miura Concept, c'est l'œuvre du designer italien Walter da Silva.
Le 2 octobre 2014, Lamborghini présente l'Asterion. Il s'agit d'un concept car hybride rechargeable de 910 chevaux. Elle est motorisée par le V10 FSI 5,2 litres de 610 chevaux, et la boîte à double embrayage à sept rapports de l'Huracán, couplé à trois moteurs électriques développant 300 chevaux pour une dénomination de LPI 910-4 signifiant « Longitudinale Position Ibrido 910 chevaux et 4 roues motrices ». La dénomination « Asterion » vient du Minotaure, dont Asterion est l'autre nom, un être hybride, comme ce concept-car alliant la puissance d'un moteur thermique à l'intelligence d'un moteur électrique.
Le 7 novembre 2017, Lamborghini présente aux États-Unis la Lamborghini Terzo Millennio concept  (troisième millénaire), développée en association avec l'université américaine du Massachusetts Institute of Technology (MIT). La Terzo Millennio est une supercar électrique équipée de quatre moteurs électriques logés dans les roues, et de supercondensateurs à la place d'une batterie. En 2017 est aussi présenté la Lamborghini Cimbareto LPT 1000-4.
Le 18 août 2023, le constructeur présente le concept Lamborghini Lanzador au Pebble Beach Concours d'Elegance, un coupé 2+2 préfigurant la première Lamborghini électrique de l'histoire.

## Compétition automobile

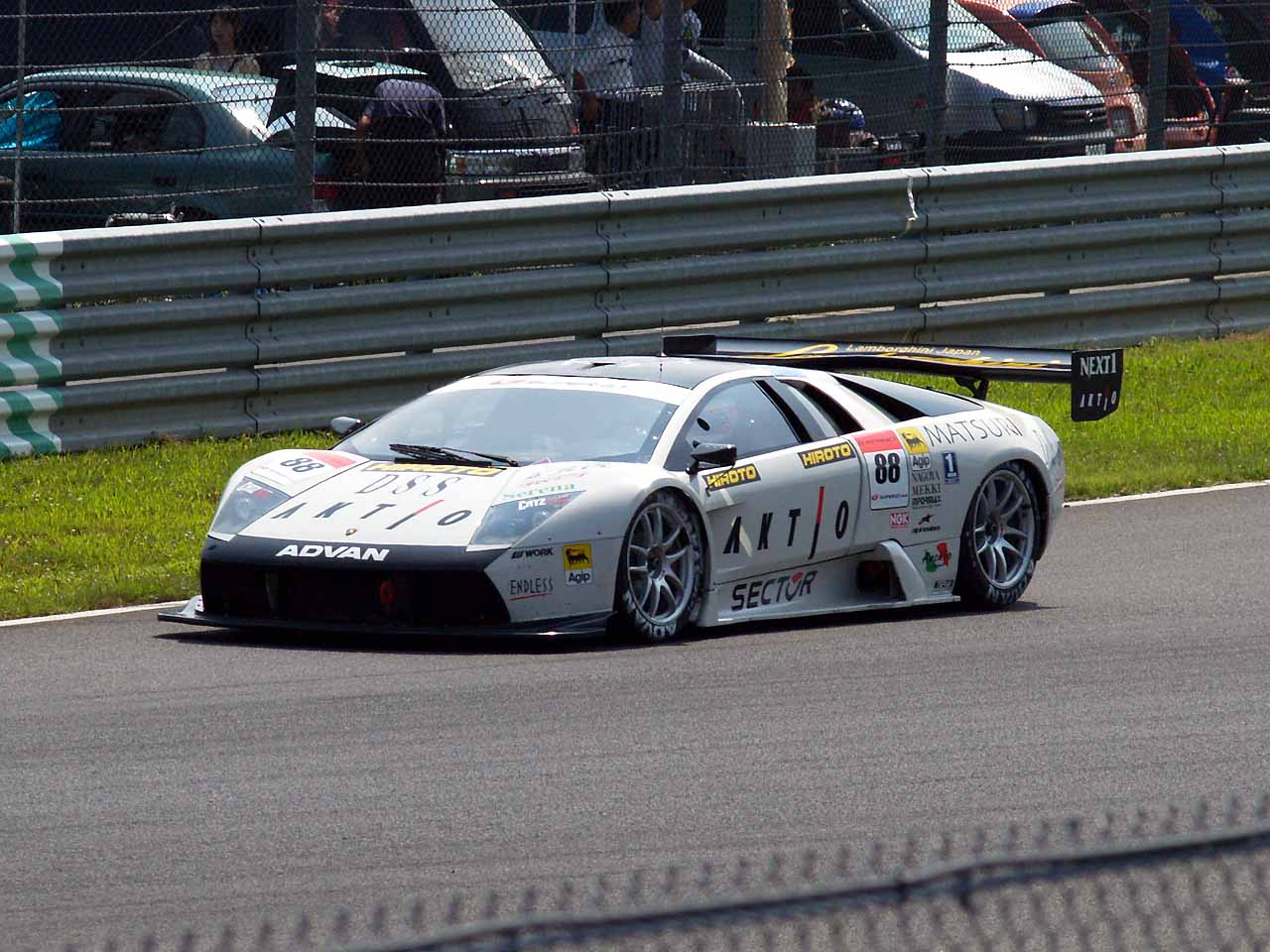
Une Lamborghini Murciélago RG-1 en Super GT.

Contrairement à Enzo Ferrari, Ferruccio Lamborghini décide très tôt de ne pas s'engager en compétition automobile pour se consacrer exclusivement à la conception de GT de tourisme. Cette stratégie est particulièrement inhabituelle pour l'époque, la plupart des constructeurs de sportives démontrant la rapidité, la fiabilité et la supériorité technique de leurs automobiles au travers de la compétition.
Lamborghini demeure longtemps hostile à toute participation au sport automobile, même lorsque les ingénieurs Dallara, Stanzani et Wallace entament le développement du prototype P500, qui allait devenir la Miura, aux caractéristiques techniques d'une barquette de course. Quelques années plus tard, Lamborghini accepte également de produire des versions dénommées « SV » pour « SuperVeloce » (« très rapide » en italien). Par la suite, sous la direction de Georges-Henri Rossetti, Lamborghini signe un accord avec BMW pour produire une voiture de course en quantité suffisante pour obtenir son homologation. Toutefois, Lamborghini est incapable de remplir sa part du contrat ; la voiture — la future BMW M1 — est finalement développée en interne par la division de BMW Motorsport,.
Sous l'ère des frères Mimran, Lamborghini s'engage pour la première fois de son histoire en compétition automobile. Dans les années 1980, Lamborghini développe une barquette de course dénommée QVX dans le but de participer au championnat 1986 du groupe C. Cependant, la QVX, pilotée par Tiff Needell, ne dispute qu'une seule course, hors-championnat. Bien que l'automobile termine mieux la course qu'elle ne l'a débuté, les sponsors se retirent et le programme est annulé.
Entre 1989 et 1993, Lamborghini fournit des moteurs pour différentes équipes de Formule 1 : Larrousse (1989-1990, 1992-1993), Lotus (1990), Ligier (1991), Minardi (1992), Modena Team (1991) ainsi que le Konrad Motorsport pour le championnat du monde des voitures de sport (1991).
Deux versions de la Diablo sont construites, entre 1996 et 1999, pour participer au Diablo Supertrophy. Par la suite, Lamborghini développe une Murciélago R-GT pour concourir en FIA GT Championship, en Super GT et pour l'American Le Mans Series.
En 2019, les Lamborghini Huracán sont engagées en championnat d'endurance GT3, avec quelques succès face aux Mercedes AMG ou Ferrari 488, entre autres au Nürburgring, à Daytona, Oulton Park, Suzuka, et Silverstone.
En 2023, Lamborghini révèle sa SC63, prévue pour courir en endurance sous la réglementation LMDh en 2024.

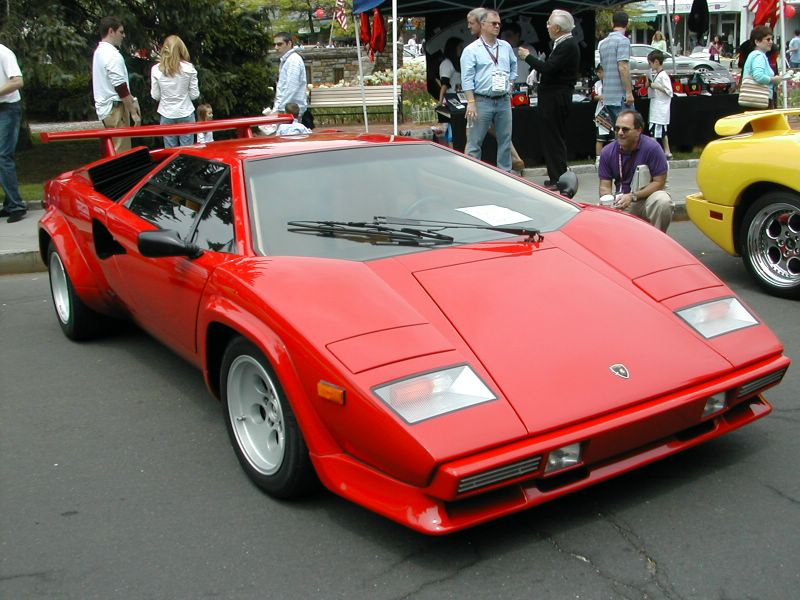
Lamborghini Countach (1974-1990)
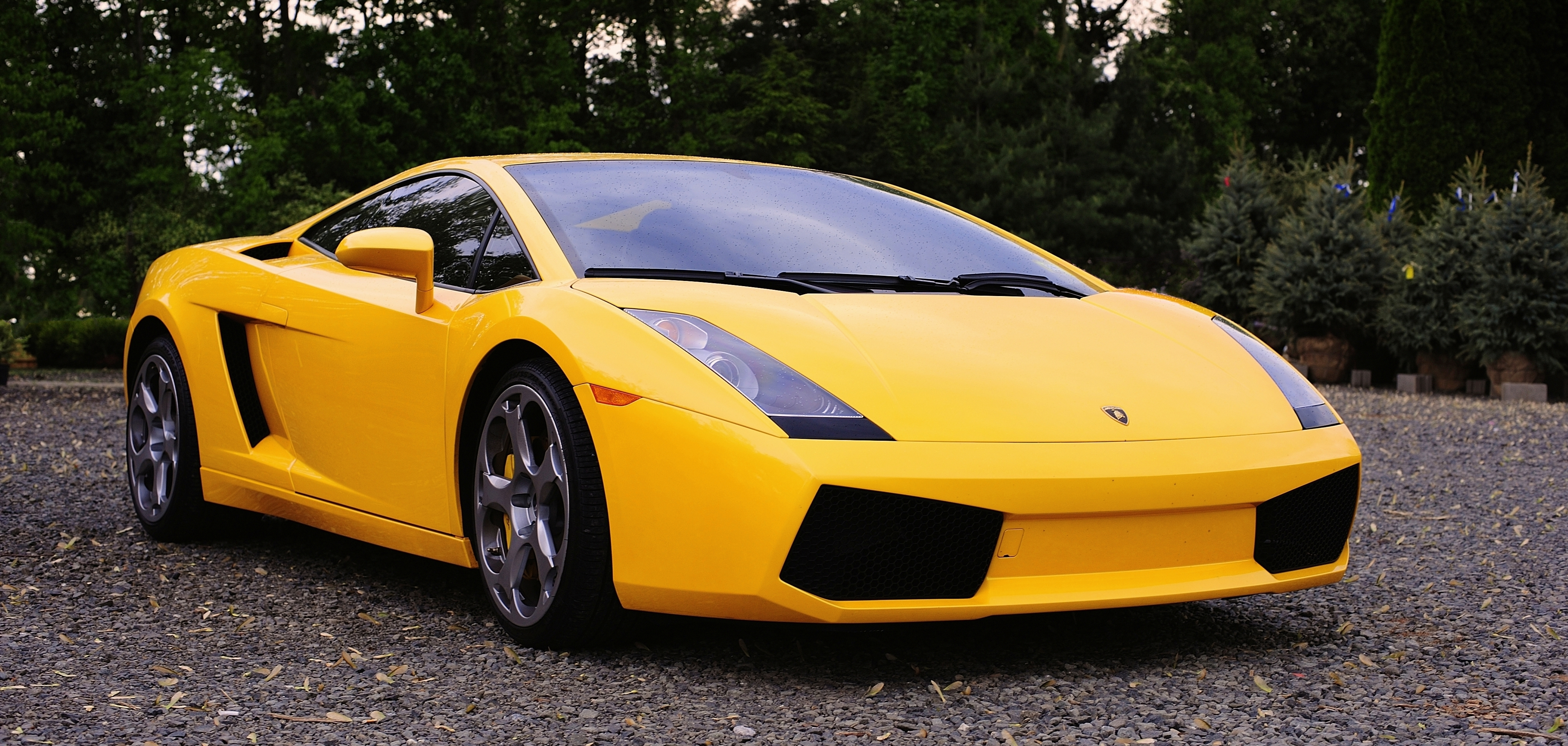
Lamborghini Gallardo (2003-2013)
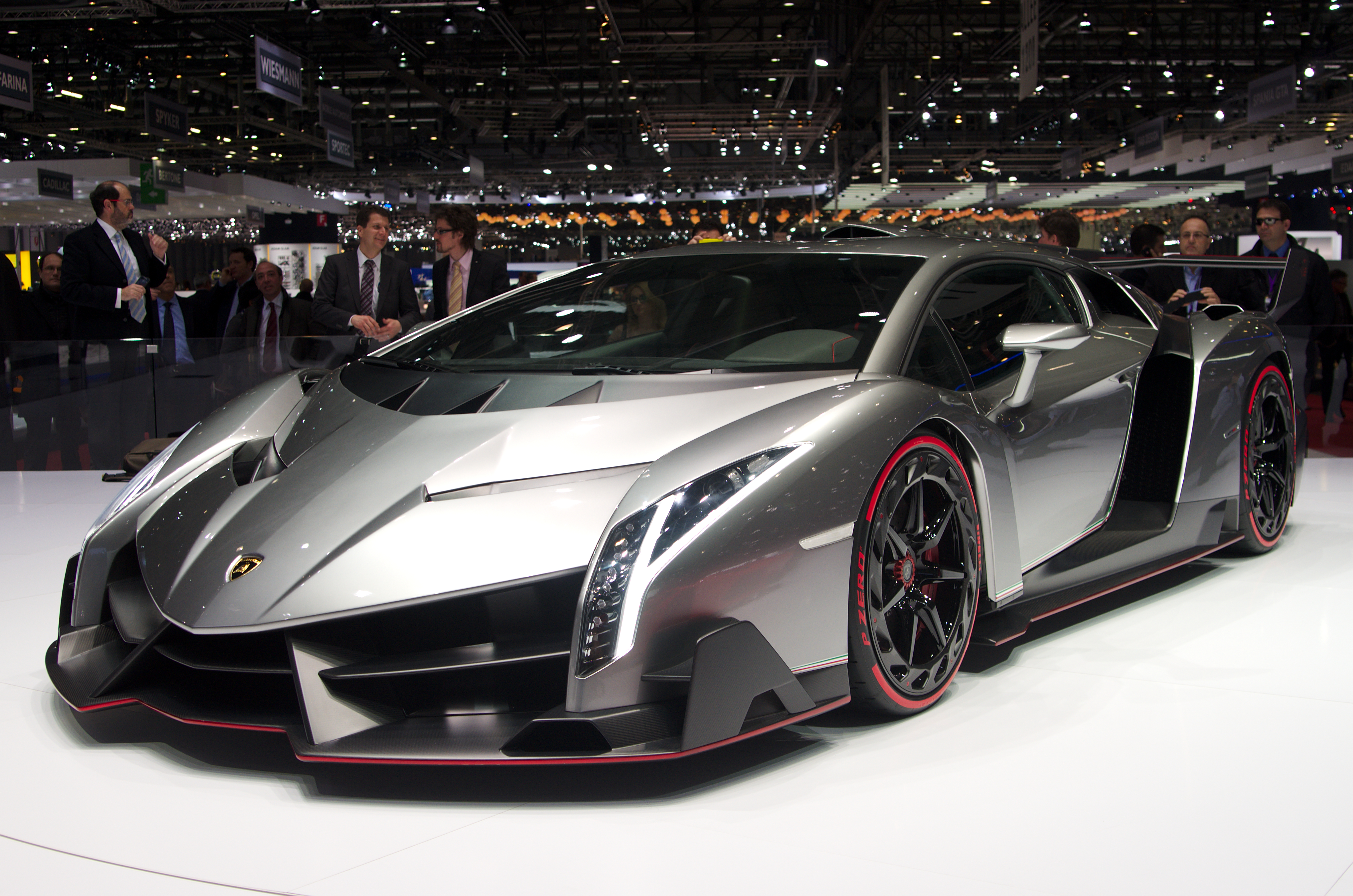
Lamborghini Veneno (2013)
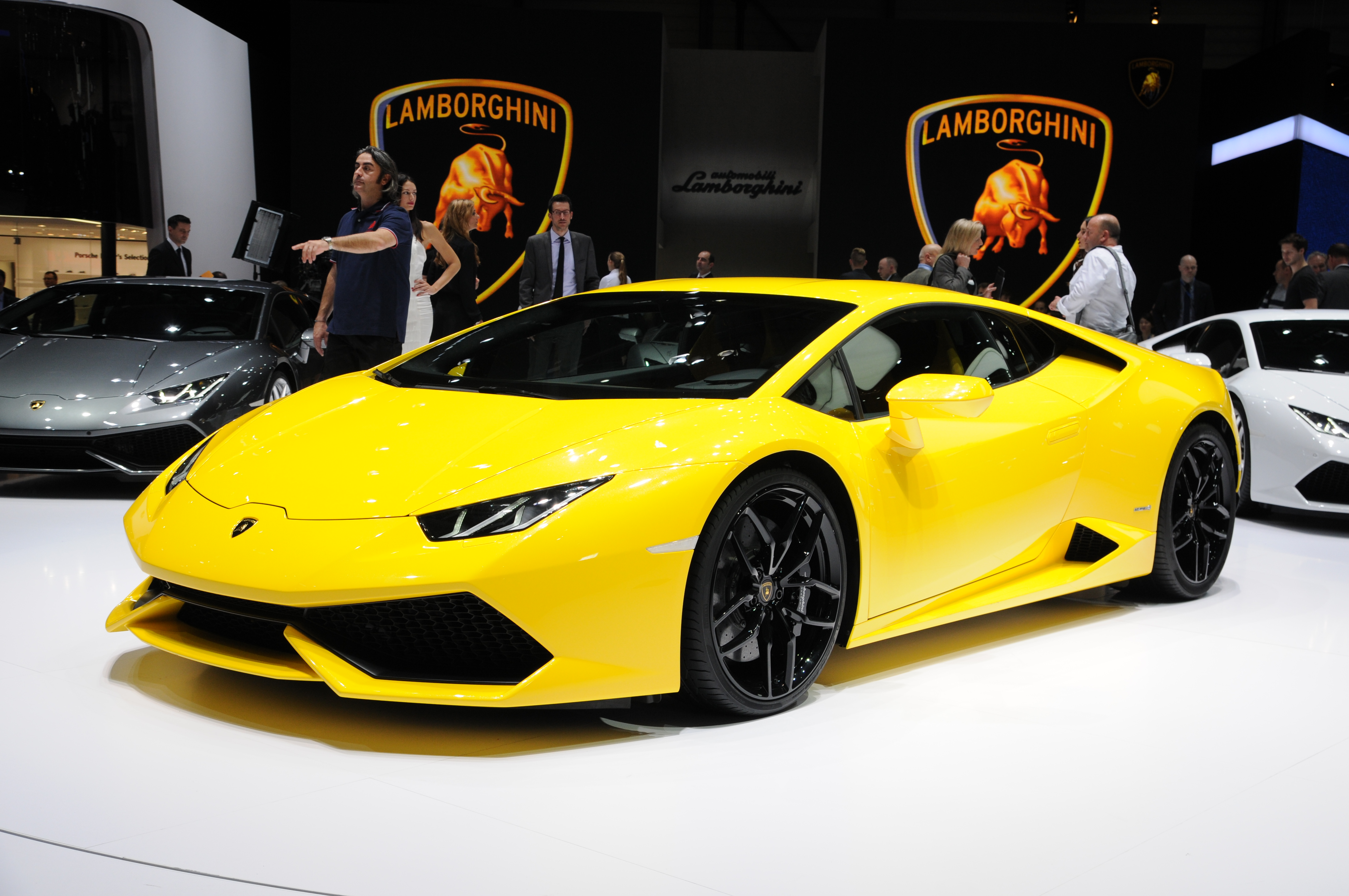
Lamborghini Huracán (2014)
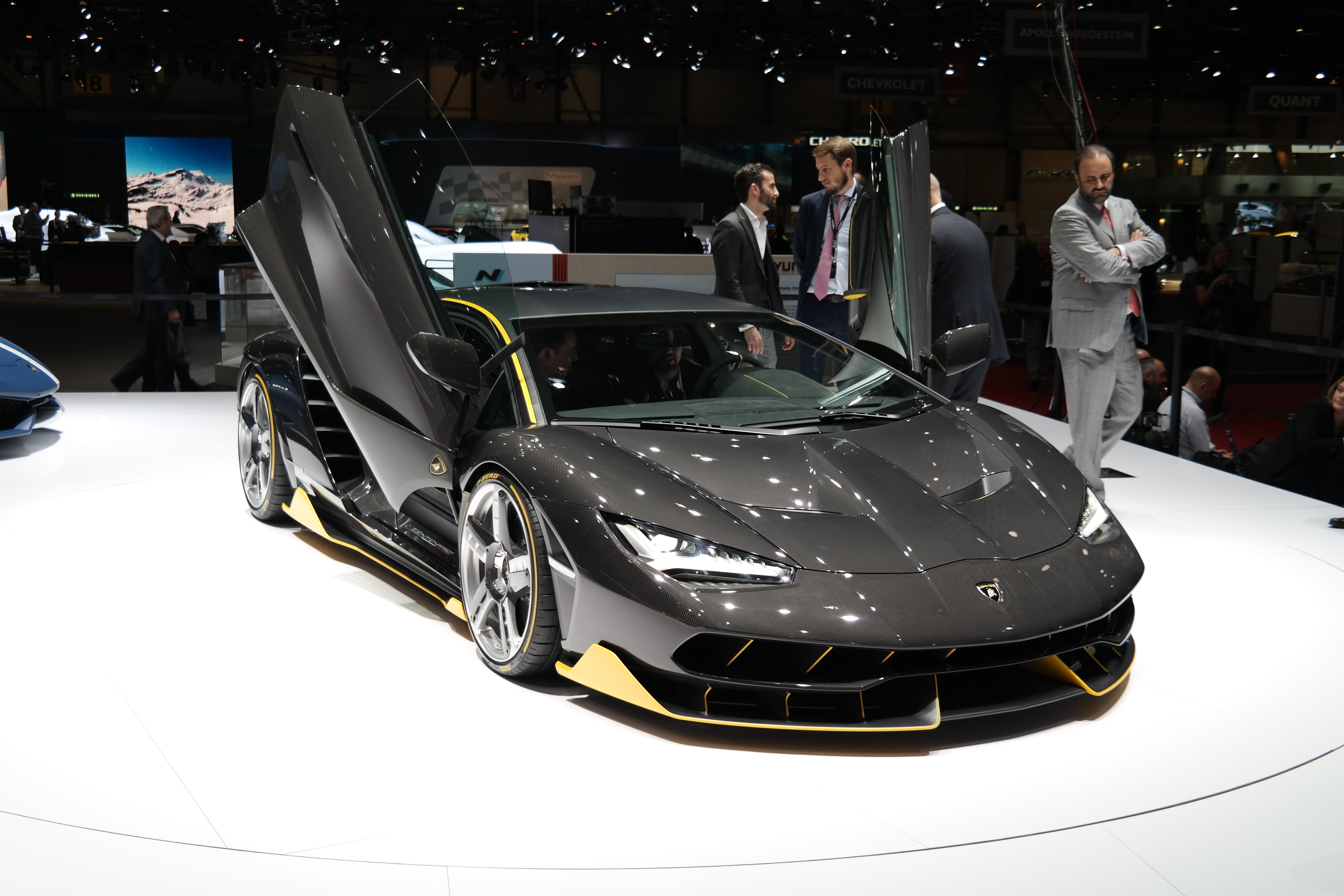
Lamborghini Centenario (2016)

## Sources